# الطواف النسائي للاتحاد الدولي لكرة المضرب – 2015 (أبريل–يونيو)
الطواف النسائي للاتحاد الدولي لكرة المضرب هي نسخة عام 2015 من الجولة الثانية في لعبة كرة المضرب للمحترفات. تنظمها الاتحاد الدولي لكرة المضرب وهي درجة أقل من جولة رابطة محترفات التنس. يتضمن الطواف العالمي لكرة المضرب النسائية برعاية الاتحاد الدولي لكرة المضرب بطولات بجوائز مالية تتراوح من $15،000 إلى $100،000.

## المواسم
| مواسم الطواف العالمي لكرة المضرب النسائية برعاية الاتحاد الدولي لكرة المضرب | مواسم الطواف العالمي لكرة المضرب النسائية برعاية الاتحاد الدولي لكرة المضرب | مواسم الطواف العالمي لكرة المضرب النسائية برعاية الاتحاد الدولي لكرة المضرب | مواسم الطواف العالمي لكرة المضرب النسائية برعاية الاتحاد الدولي لكرة المضرب | مواسم الطواف العالمي لكرة المضرب النسائية برعاية الاتحاد الدولي لكرة المضرب | مواسم الطواف العالمي لكرة المضرب النسائية برعاية الاتحاد الدولي لكرة المضرب | مواسم الطواف العالمي لكرة المضرب النسائية برعاية الاتحاد الدولي لكرة المضرب | مواسم الطواف العالمي لكرة المضرب النسائية برعاية الاتحاد الدولي لكرة المضرب | مواسم الطواف العالمي لكرة المضرب النسائية برعاية الاتحاد الدولي لكرة المضرب | مواسم الطواف العالمي لكرة المضرب النسائية برعاية الاتحاد الدولي لكرة المضرب |
| تسعينيات القرن العشرين                                                      | تسعينيات القرن العشرين                                                      | تسعينيات القرن العشرين                                                      | تسعينيات القرن العشرين                                                      | تسعينيات القرن العشرين                                                      | تسعينيات القرن العشرين                                                      | تسعينيات القرن العشرين                                                      | تسعينيات القرن العشرين                                                      | تسعينيات القرن العشرين                                                      | تسعينيات القرن العشرين                                                      |
| --------------------------------------------------------------------------- | --------------------------------------------------------------------------- | --------------------------------------------------------------------------- | --------------------------------------------------------------------------- | --------------------------------------------------------------------------- | --------------------------------------------------------------------------- | --------------------------------------------------------------------------- | --------------------------------------------------------------------------- | --------------------------------------------------------------------------- | --------------------------------------------------------------------------- |
| 1994                                                                        | 1995                                                                        | 1995                                                                        | 1996                                                                        | 1997                                                                        | 1998                                                                        | 1999                                                                        |                                                                             |                                                                             |                                                                             |
| العقد الأول من القرن 21                                                     |                                                                             |                                                                             |                                                                             |                                                                             |                                                                             |                                                                             |                                                                             |                                                                             |                                                                             |
| 2000                                                                        | 2001                                                                        | 2002                                                                        | 2003                                                                        | 2004                                                                        | 2005                                                                        | 2006                                                                        | 2007                                                                        | 2008 الربع الأول · الربع الثاني · الربع الثالث                              | 2009                                                                        |
| العقد الثاني من القرن 21                                                    |                                                                             |                                                                             |                                                                             |                                                                             |                                                                             |                                                                             |                                                                             |                                                                             |                                                                             |
| 2010 الربع الأول · الربع الثاني · الربع الثالث · الربع الرابع               | 2011 الربع الأول · الربع الثاني · الربع الثالث · الربع الرابع               | 2012 الربع الأول · الربع الثاني · الربع الثالث · الربع الرابع               | 2013 الربع الأول · الربع الثاني · الربع الثالث · الربع الرابع               | 2014 الربع الأول · الربع الثاني · الربع الثالث · الربع الرابع               | 2015 الربع الأول · الربع الثاني · الربع الثالث · الربع الرابع               | 2016 الربع الأول · الربع الثاني · الربع الثالث · الربع الرابع               | 2017 الربع الأول · الربع الثاني · الربع الثالث · الربع الرابع               | 2018 الربع الأول · الربع الثاني · الربع الثالث · الربع الرابع               | 2019 الربع الأول · الربع الثاني · الربع الثالث · الربع الرابع               |
| العقد الثالث من القرن 21                                                    |                                                                             |                                                                             |                                                                             |                                                                             |                                                                             |                                                                             |                                                                             |                                                                             |                                                                             |
| 2020 الربع الأول · الربع الثاني · الربع الثالث · الربع الرابع               | 2021 الربع الأول · الربع الثاني · الربع الثالث · الربع الرابع               | 2022 الربع الأول · الربع الثاني · الربع الثالث · الربع الرابع               | 2023 الربع الأول · الربع الثاني · الربع الثالث · الربع الرابع               | 2024 الربع الأول · الربع الثاني · الربع الثالث · الربع الرابع               | 2025 الربع الأول · الربع الثاني · الربع الثالث · الربع الرابع               |                                                                             |                                                                             |                                                                             |                                                                             |

## المفتاح
| الفئات      | القيمة المالية |
| بطولات W100 | $100,000       |
| بطولات W75  | $75,000        |
| بطولات W50  | $50,000        |
| بطولات W25  | $25,000        |
| بطولات W15  | $15,000        |
| بطولات W10  | $10,000        |

## الأشهر

### أبريل
| الأسبوع  | البطولة | الفائزات                                                    | الوصيفات                                 | المتأهلات لنصف النهائي                    | المتأهلات لربع النهائي                                                           |
| -------- | --- | ----------------------------------------------------------- | ---------------------------------------- | ----------------------------------------- | -------------------------------------------------------------------------------- |
| 6 أبريل  | Seguros Bolívar Open Medellín ميديلين، كولومبيا ملعب ترابي $50،000+H Singles – Doubles                              | تيليانا بيريرا 7–6(8–6)، 6–1                                | فيرونيكا سبيد رويج                       | تيريزا مردجا ماريانا دوكي                 | لورديس دومينغيز لينو إيرينا خروماتشيفا باتريسيا ماير أخلايتنر باتريسيا ماريا تيغ |
| 6 أبريل  | Seguros Bolívar Open Medellín ميديلين، كولومبيا ملعب ترابي $50،000+H Singles – Doubles                              | لورديس دومينغيز لينو ماندي مينلا 7–5، 4–6، [10–5]           | ماريانا دوكي جوليا غلوشكو                | تيريزا مردجا ماريانا دوكي                 | لورديس دومينغيز لينو إيرينا خروماتشيفا باتريسيا ماير أخلايتنر باتريسيا ماريا تيغ |
| 6 أبريل  | أحمد آباد، الهند ملعب صلب $25،000 قرعة المباريات الفردية والزوجية                                                   | أناستازيا سيفاستوفا 6–4، 7–6(7–5)                           | أنكيتا راينا                             | مياوي إينوي أكيكو أوميه                   | برارثانا ثومبار بينجتارن بليبويتش إميلي ويبلي سميث صوجانيا بافيسيتي              |
| 6 أبريل  | أحمد آباد، الهند ملعب صلب $25،000 قرعة المباريات الفردية والزوجية                                                   | بينجتارن بليبويتش نونجنادا واناسوك 6–3، 2–6، [12–10]        | ناو هيبينو برارثانا ثومبار               | مياوي إينوي أكيكو أوميه                   | برارثانا ثومبار بينجتارن بليبويتش إميلي ويبلي سميث صوجانيا بافيسيتي              |
| 6 أبريل  | كياسو، سويسرا ملعب ترابي $25،000 قرعة المباريات الفردية والزوجية                                                    | ريكا-لوكا جاني 3–6، 6–3، 7–6(8–6)                           | ألكسندرا كادانتو                         | أماندا كاريراس إيفون كافالي رايمرز        | ستيفاني فوجت دليلا ياكوبوفيتش آن شيفر فيونا فيرو                                 |
| 6 أبريل  | كياسو، سويسرا ملعب ترابي $25،000 قرعة المباريات الفردية والزوجية                                                    | ديانا بوزيان ريكا-لوكا جاني 6–2، 7–5                        | جوليا جاتو مونتيكوني أليس ماتيوكسي       | أماندا كاريراس إيفون كافالي رايمرز        | ستيفاني فوجت دليلا ياكوبوفيتش آن شيفر فيونا فيرو                                 |
| 6 أبريل  | Aegon GB Pro-Series Barnstaple بارنستابل، المملكة المتحدة ملعب صلب (indoor) $25،000 قرعة المباريات الفردية والزوجية | كريستينا بليسكوفا 6–3، 6–2                                  | نينا تساندر                              | أندريا هلغاكوفا نايومي برودي              | إيكاترينا بيشكوفا ماكوتو نينوميا جولي كوين سفيتلانا بيرازهنكا                    |
| 6 أبريل  | Aegon GB Pro-Series Barnstaple بارنستابل، المملكة المتحدة ملعب صلب (indoor) $25،000 قرعة المباريات الفردية والزوجية | ستيفاني فريتز آنا فرلجيتش 6–2، 5–7، [10–7]                  | نايومي برودي إيكاترينا بيشكوفا           | أندريا هلغاكوفا نايومي برودي              | إيكاترينا بيشكوفا ماكوتو نينوميا جولي كوين سفيتلانا بيرازهنكا                    |
| 6 أبريل  | جاكسون، الولايات المتحدة ملعب ترابي $25،000 قرعة المباريات الفردية والزوجية                                         | أنهيلينا كالينينا 6–3، 6–4                                  | جوانا كونتا                              | هسو تشيه يو ريانا فالديز                  | كاترينا كرامبيروفا هان زينيون جاكلين كاكو أليكسا غواراسي                         |
| 6 أبريل  | جاكسون، الولايات المتحدة ملعب ترابي $25،000 قرعة المباريات الفردية والزوجية                                         | أليكسا غواراسي كيتلين ووريسكي 6–7(4–7)، 6–3، [11–9]         | كاترينا كرامبيروفا جيسيكا مور            | هسو تشيه يو ريانا فالديز                  | كاترينا كرامبيروفا هان زينيون جاكلين كاكو أليكسا غواراسي                         |
| 6 أبريل  | قرشي، أوزبكستان ملعب صلب $25،000 قرعة المباريات الفردية والزوجية                                                    | سابينا شاريبوفا 6–2، 6–3                                    | كسينيا ليكينا                            | فاليريا سافينيخ أناستازيا بريبيلوفا       | فيرونيكا كوديرميتوفا أولغا بوتشكوفا فيرونيكا كابشاي فالنتينا إيفاخنينكو          |
| 6 أبريل  | قرشي، أوزبكستان ملعب صلب $25،000 قرعة المباريات الفردية والزوجية                                                    | فالنتينا إيفاخنينكو بولينا مونوفا 6–1، 6–3                  | كاميلا كيريمبايفا كسينيا ليكينا          | فاليريا سافينيخ أناستازيا بريبيلوفا       | فيرونيكا كوديرميتوفا أولغا بوتشكوفا فيرونيكا كابشاي فالنتينا إيفاخنينكو          |
| 6 أبريل  | سانتياغو، تشيلي ملعب ترابي $15،000 قرعة المباريات الفردية والزوجية                                                  | فرناندا بريتو 6–1، 6–0                                      | ناديه بودوروسكا                          | آنا صوفيا سانشيز غوادالوبي بيريز روجاس    | إدواردا بيآي إيفانيا مارتينيتش باربرا غاتيكا صوفيا لويني                         |
| 6 أبريل  | سانتياغو، تشيلي ملعب ترابي $15،000 قرعة المباريات الفردية والزوجية                                                  | غوادالوبي بيريز روجاس ناديه بودوروسكا 6–4، 6–4              | فرناندا بريتو إدواردا بيآي               | آنا صوفيا سانشيز غوادالوبي بيريز روجاس    | إدواردا بيآي إيفانيا مارتينيتش باربرا غاتيكا صوفيا لويني                         |
| 6 أبريل  | ديجون، فرنسا ملعب صلب (indoor) $15،000 قرعة المباريات الفردية والزوجية                                              | يانا فيت 6–3، 6–4                                           | ماريانا زاكارليوك                        | دلما جالفي ميكايلا كرايتشيك               | دنيز خزانيق كونستانس سيبيل دوروتيجا إريتش إيزابيلا شنيكوفا                       |
| 6 أبريل  | ديجون، فرنسا ملعب صلب (indoor) $15،000 قرعة المباريات الفردية والزوجية                                              | أولغا دوروشينا ليدزيا ماروزافا 4–6، 6–2، [10–2]             | نيكولا جوير لورا شايدر                   | دلما جالفي ميكايلا كرايتشيك               | دنيز خزانيق كونستانس سيبيل دوروتيجا إريتش إيزابيلا شنيكوفا                       |
| 6 أبريل  | ليون، المكسيك ملعب صلب $15،000 قرعة المباريات الفردية والزوجية                                                      | دانييل لاو 3–6، 6–3، 7–5                                    | ألكساندرينا نايدينوفا                    | مايو هيبي زيمينا هيرموسو                  | داشا إيفانوفا أياكا أوكونو فرانشيسكا سيجاريلي فيكتوريا رودريغيز                  |
| 6 أبريل  | ليون، المكسيك ملعب صلب $15،000 قرعة المباريات الفردية والزوجية                                                      | ماريا فرناندا ألفيس دانييل لاو 5–7، 7–6(7–5)، [10–4]        | كيم جراجديك مايو هيبي                    | مايو هيبي زيمينا هيرموسو                  | داشا إيفانوفا أياكا أوكونو فرانشيسكا سيجاريلي فيكتوريا رودريغيز                  |
| 6 أبريل  | القاهرة، مصر ملعب ترابي $10،000 قرعة المباريات الفردية والزوجية                                                     | ناعومي توتك 6–2، 6–4                                        | آنا مورجينا                              | هارموني تان بويانا مارينكوفيتش            | زوزانا زولوتشوفا أنيتا حوساريتش ديا هردجلاش كريستينا شاكوفيتس                    |
| 6 أبريل  | القاهرة، مصر ملعب ترابي $10،000 قرعة المباريات الفردية والزوجية                                                     | أرابيلا فيرنانديز رابنر كريستينا شاكوفيتس 6–4، 6–2          | ألينا ميخييفا ناعومي توتك                | هارموني تان بويانا مارينكوفيتش            | زوزانا زولوتشوفا أنيتا حوساريتش ديا هردجلاش كريستينا شاكوفيتس                    |
| 6 أبريل  | كاندية، اليونان ملعب صلب $10،000 قرعة المباريات الفردية والزوجية                                                    | فيكتوريا كوزموفا 6–3، 6–4                                   | فالنتيني جراماتيكوبولو                   | فرانشيسكا بالمجيانو أناستاسيا كوماردينا   | ميلانا شبيمو ساراي ستيرينباخ آنا زيا تشيلا أرجيلان                               |
| 6 أبريل  | كاندية، اليونان ملعب صلب $10،000 قرعة المباريات الفردية والزوجية                                                    | فالنتيني جراماتيكوبولو أناستاسيا كوماردينا 6–2، 6–2         | تمارا تشروفيتش ديسبينا باباميتشايل       | فرانشيسكا بالمجيانو أناستاسيا كوماردينا   | ميلانا شبيمو ساراي ستيرينباخ آنا زيا تشيلا أرجيلان                               |
| 6 أبريل  | بولا، إيطاليا ملعب ترابي $10،000 قرعة المباريات الفردية والزوجية                                                    | إيرينا ماريا بارا 6–1، 7–5                                  | ستيفانيا روبيني                          | جوزفين بواليم أريادنا مارتي ريمباو        | جيورجيا بريشيا جايد سوفريجن ليزا سابينو ماري تامان                               |
| 6 أبريل  | بولا، إيطاليا ملعب ترابي $10،000 قرعة المباريات الفردية والزوجية                                                    | إيرينا ماريا بارا أوانا جيورجيتا سيميون 7–5، 6–4            | مارغو ييروليموس كيمبرلي زيمرمان          | جوزفين بواليم أريادنا مارتي ريمباو        | جيورجيا بريشيا جايد سوفريجن ليزا سابينو ماري تامان                               |
| 6 أبريل  | مرسى القنطاوي، تونس ملعب صلب $10،000 قرعة المباريات الفردية والزوجية                                                | ميهايلا بوزارنيسكو 6–1، 6–0                                 | ناتاليجا شيبيك                           | لايتيتيا سارازين صدفيوه طليبوفا           | كاثينكا فون ديكمان فاليريا بروسبي أينهوا أتوخا غوميز آنا ماريا بروكاتشي          |
| 6 أبريل  | مرسى القنطاوي، تونس ملعب صلب $10،000 قرعة المباريات الفردية والزوجية                                                | ميهايلا بوزارنيسكو أولينا كيربوت 6–4، 6–2                   | جيني كلافي كاثينكا فون ديكمان            | لايتيتيا سارازين صدفيوه طليبوفا           | كاثينكا فون ديكمان فاليريا بروسبي أينهوا أتوخا غوميز آنا ماريا بروكاتشي          |
| 6 أبريل  | أنطاليا، تركيا ملعب صلب $10،000 قرعة المباريات الفردية والزوجية                                                     | لو جياجينغ 6–2، 6–0                                         | آنا كالينسكايا                           | أليونا سوتنيكوفا تيريزا ماليكوفا          | فاندا لوكاش ناتاليا فايدوفا شانتال شكاملوفا أدرييانا ليكاج                       |
| 6 أبريل  | أنطاليا، تركيا ملعب صلب $10،000 قرعة المباريات الفردية والزوجية                                                     | ألونا فومينا شانتال شكاملوفا 6–2، 6–1                       | كسينيا قيدارجى سارة توميتش               | أليونا سوتنيكوفا تيريزا ماليكوفا          | فاندا لوكاش ناتاليا فايدوفا شانتال شكاملوفا أدرييانا ليكاج                       |
| 13 أبريل | بلهام، الولايات المتحدة ملعب ترابي $25،000 قرعة المباريات الفردية والزوجية                                          | أنهيلينا كالينينا 6–3، 7–5                                  | لورا سيجموند                             | تشو لين جوانا كونتا                       | إليزافيتا يانتشوك أولغا يانتشوك كاتارزينا بيتر ميهارو إيمانشي                    |
| 13 أبريل | بلهام، الولايات المتحدة ملعب ترابي $25،000 قرعة المباريات الفردية والزوجية                                          | لم تكتمل منافسة الزوجي بسبب سوء الأحوال الجوية              |                                          | تشو لين جوانا كونتا                       | إليزافيتا يانتشوك أولغا يانتشوك كاتارزينا بيتر ميهارو إيمانشي                    |
| 13 أبريل | القاهرة، مصر ملعب ترابي $10،000 قرعة المباريات الفردية والزوجية                                                     | تيريزا ميهاليكوفا 7–5، 6–3                                  | ديا هردجلاش                              | آنا مورجينا ساندرا سمير                   | دينا هياب أرابيلا فرنانديز رابنر علا أبو ذكري هارموني تان                        |
| 13 أبريل | القاهرة، مصر ملعب ترابي $10،000 قرعة المباريات الفردية والزوجية                                                     | مارين برتو نعومي توتكا 6–2، 7–5                             | باربارا كوتيليسوفا تيريزا ميهاليكوفا     | آنا مورجينا ساندرا سمير                   | دينا هياب أرابيلا فرنانديز رابنر علا أبو ذكري هارموني تان                        |
| 13 أبريل | هيراكليون، اليونان ملعب صلب $10،000 قرعة المباريات الفردية والزوجية                                                 | رالوكا شيربان 6–2، 6–3                                      | كريستينا سانشيز كينتانار                 | لي بي تشي أوفري لانكري                    | ناتاشا فوروكلاس ليزا سابينو كريستينا سميث ليزا ماريا موزر                        |
| 13 أبريل | هيراكليون، اليونان ملعب صلب $10،000 قرعة المباريات الفردية والزوجية                                                 | شارمادا بالو لي بي تشي 4–6، 6–3، [10–2]                     | تمارا تشروفيتش أرينا سابالينكا           | لي بي تشي أوفري لانكري                    | ناتاشا فوروكلاس ليزا سابينو كريستينا سميث ليزا ماريا موزر                        |
| 13 أبريل | بولا، إيطاليا ملعب ترابي $10،000 قرعة المباريات الفردية والزوجية                                                    | ناستازيا بورنيت 6–2، 6–2                                    | أليس بالدوتشي                            | أليس ماتيوكسي جاسمين باوليني              | تيس سوغنيوكس كريستيانا فيراندو صوفيا كفاتسابايا آنا ريموندينا                    |
| 13 أبريل | بولا، إيطاليا ملعب ترابي $10،000 قرعة المباريات الفردية والزوجية                                                    | أليس ماتيوكسي مارتينا تريفيسان 6–2، 6–3                     | غيورغيا ماركيتي آنا ريموندينا            | أليس ماتيوكسي جاسمين باوليني              | تيس سوغنيوكس كريستيانا فيراندو صوفيا كفاتسابايا آنا ريموندينا                    |
| 13 أبريل | بنتة دلغادة، البرتغال ملعب صلب $10،000 قرعة المباريات الفردية والزوجية                                              | جولي كوين 6–0، 6–1                                          | جورجينا غارسيا بيريز                     | ألبا كاريو مارين هيلين شولسن              | ماريا مارتينيز مارتينيز كسينيا كوزنيتسوفا كوستانزا بيرا أماندين كازو             |
| 13 أبريل | بنتة دلغادة، البرتغال ملعب صلب $10،000 قرعة المباريات الفردية والزوجية                                              | ماريا بالوتو شارلوت رومر 3–6، 6–3، [10–6]                   | أماندين كازو كاثارينا هيرينج             | ألبا كاريو مارين هيلين شولسن              | ماريا مارتينيز مارتينيز كسينيا كوزنيتسوفا كوستانزا بيرا أماندين كازو             |
| 13 أبريل | المرسى القنطاوي، تونس ملعب صلب $10،000 قرعة المباريات الفردية والزوجية                                              | كاثينكا فون ديكمان 6–3، 6–4                                 | سادافموه توليبوفا                        | ميكايلا أونتشوفا إستيل كاسينو             | أليس باكي أمينات كوشخوفا ليتيسيا سارازين مارغو ديكر                              |
| 13 أبريل | المرسى القنطاوي، تونس ملعب صلب $10،000 قرعة المباريات الفردية والزوجية                                              | أليس باكي إستيل كاسينو 6–3، 4–6، [10–5]                     | أودري ألبي كارلا تولي                    | ميكايلا أونتشوفا إستيل كاسينو             | أليس باكي أمينات كوشخوفا ليتيسيا سارازين مارغو ديكر                              |
| 13 أبريل | أنطاليا، تركيا ملعب صلب $10،000 قرعة المباريات الفردية والزوجية                                                     | سيلفيا نجيريتش 6–1، 2–6، 7–5                                | لو جياجينغ                               | ديانا نيجرينو شانتال شكاملوفا             | كسينيا جايدارزي آنا جابريك نيفيس باريتش لارا ميشيل                               |
| 13 أبريل | أنطاليا، تركيا ملعب صلب $10،000 قرعة المباريات الفردية والزوجية                                                     | فيرونيكا كورنينغ آيميت أوسكاتيجي 2–6، 7–5، [10–4]           | فيفيان يوهاسزوفا شانتال شكاملوفا         | ديانا نيجرينو شانتال شكاملوفا             | كسينيا جايدارزي آنا جابريك نيفيس باريتش لارا ميشيل                               |
| 20 أبريل | كأس لالي إسطنبول، تركيا ملعب صلب $50،000 فردي – زوجي                                                                | شاحار بئير 1–6، 7–6(7–4)، 7–5                               | كريستينا بليسكوفا                        | مارجريتا جاسباريان أنيت كونتافيت          | دونا فيكك إيكاترينا بيشكوفا أولجا جوفورتسوفا تيريزا مردجا                        |
| 20 أبريل | كأس لالي إسطنبول، تركيا ملعب صلب $50،000 فردي – زوجي                                                                | ليودميلا كيتشينوك ناديا كيتشينوك 6–4، 6–3                   | فالنتينا ايفاخنينكو بولينا مونوفا        | مارجريتا جاسباريان أنيت كونتافيت          | دونا فيكك إيكاترينا بيشكوفا أولجا جوفورتسوفا تيريزا مردجا                        |
| 20 أبريل | ملعب صلبee's برو كلاسيك دوثان، الولايات المتحدة ملعب ترابي $50،000 فردي – زوجي                                      | لويزا تشيريكو 7–6(7–1)، 3–6، 7–6(7–1)                       | كاترينا ستيوارت                          | باولا كريستينا غونسالفيس جوفانا ياكسيك    | ألكسندرا ستيفنسون سامانثا كراوفورد جيسيكا بيجلا ميشيل لارشر دي بريتو             |
| 20 أبريل | ملعب صلبee's برو كلاسيك دوثان، الولايات المتحدة ملعب ترابي $50،000 فردي – زوجي                                      | جوانا كونتا ماريا سانشيز 6–3، 6–4                           | باولا كريستينا غونسالفيس بترا كرجسوفا    | باولا كريستينا غونسالفيس جوفانا ياكسيك    | ألكسندرا ستيفنسون سامانثا كراوفورد جيسيكا بيجلا ميشيل لارشر دي بريتو             |
| 20 أبريل | شنجن (الصين)، الصين ملعب صلب $25،000 قرعة المباريات الفردية والزوجية                                                | هيش سو وي 2–6، 2–6                                          | يانغ زاوكسوان                            | دوان ينغينغ لو جينغجينغ                   | تشانغ كاي تشن سابينا شاريبوفا هان زينيون فاراتشايا وونجتينتشاي                   |
| 20 أبريل | شنجن (الصين)، الصين ملعب صلب $25،000 قرعة المباريات الفردية والزوجية                                                | نوبون ليرتشيواكارن لو جياجينغ 4–6، 5–7                      | هان نا لي جانغ سو جونج                   | دوان ينغينغ لو جينغجينغ                   | تشانغ كاي تشن سابينا شاريبوفا هان زينيون فاراتشايا وونجتينتشاي                   |
| 20 أبريل | بولا، إيطاليا ملعب ترابي $25،000 قرعة المباريات الفردية والزوجية                                                    | آن شيفر 4–6، 3–6                                            | أليز ليم                                 | فيونا فيرو ميهايلا بوزارنيسكو             | إيرينا رامياليسون ميرتل جورج ماريا سكاري مارتينا كارغارو                         |
| 20 أبريل | بولا، إيطاليا ملعب ترابي $25،000 قرعة المباريات الفردية والزوجية                                                    | إيرينا ماريا بارا ميهايلا بوزارنيسكو 3–6، 6–2، [4–10]       | كورينا دينتوني كلوديا جيوفين             | فيونا فيرو ميهايلا بوزارنيسكو             | إيرينا رامياليسون ميرتل جورج ماريا سكاري مارتينا كارغارو                         |
| 20 أبريل | القاهرة، مصر ملعب ترابي $15،000 قرعة المباريات الفردية والزوجية                                                     | كاتارزينا كاوا 7–5، 6–1                                     | أماندا كاريراس                           | باربارا هاس تيريزا ميهاليكوفا             | أماندين هيس هارموني تان أناستازيا بيفوفاروفا ريكا-لوكا جاني                      |
| 20 أبريل | القاهرة، مصر ملعب ترابي $15،000 قرعة المباريات الفردية والزوجية                                                     | باربارا هاس ساندرا سمير 0–6، 6–4، [10–7]                    | أماندين هيس مارين بارتود                 | باربارا هاس تيريزا ميهاليكوفا             | أماندين هيس هارموني تان أناستازيا بيفوفاروفا ريكا-لوكا جاني                      |
| 20 أبريل | غوادالاخارا، المكسيك ملعب صلب $15،000 قرعة المباريات الفردية والزوجية                                               | مارسيلا زكرياس 4–6، 6–4، 7–5                                | فيكتوريا رودريغيز                        | ريناتا زارازوا آنا صوفيا سانشيز           | ميليسا موراليس كيم جراجديك ماريا فرناندا ألفيس ماليكا روز                        |
| 20 أبريل | غوادالاخارا، المكسيك ملعب صلب $15،000 قرعة المباريات الفردية والزوجية                                               | لورا بيجوسي مارسيلا زكرياس 6–1، 6–2                         | ماريا فرناندا ألفيس ريناتا زارازوا       | ريناتا زارازوا آنا صوفيا سانشيز           | ميليسا موراليس كيم جراجديك ماريا فرناندا ألفيس ماليكا روز                        |
| 20 أبريل | دكار، السنغال ملعب صلب $15،000 قرعة المباريات الفردية والزوجية                                                      | كيني ليسن 6–3، 0–6، 6–4                                     | كلوتيلد دي برناردي                       | كوني بيرين نعومي توتكا                    | نايومي كافاداي ايكاتيرينا ياشينا لو بولو كاثارينا لينرت                          |
| 20 أبريل | دكار، السنغال ملعب صلب $15،000 قرعة المباريات الفردية والزوجية                                                      | أمينات كوشخوفا مارغريتا لازاريفا 6–3، 6–2                   | كوني بيرين ايكاتيرينا ياشينا             | كوني بيرين نعومي توتكا                    | نايومي كافاداي ايكاتيرينا ياشينا لو بولو كاثارينا لينرت                          |
| 20 أبريل | بول، كرواتيا ملعب ترابي $10،000 قرعة المباريات الفردية والزوجية                                                     | غابرييلا بانتوتشكوفا 1–6، 6–3، 6–4                          | إيفا ميكوفيك                             | كاجسا رينالدو بيرسون تينا لوكاس           | تمارا زيدانسيك دلما جالفي لينكا جريكوفا كاترينا كامينكوفا                        |
| 20 أبريل | بول، كرواتيا ملعب ترابي $10،000 قرعة المباريات الفردية والزوجية                                                     | بيا تك تمارا زيدانسيك 6–1، 6–1                              | ناتاليا شيبك إيفا زاغوراتس               | كاجسا رينالدو بيرسون تينا لوكاس           | تمارا زيدانسيك دلما جالفي لينكا جريكوفا كاترينا كامينكوفا                        |
| 20 أبريل | هيراكليون، اليونان ملعب صلب $10،000 قرعة المباريات الفردية والزوجية                                                 | رالوكا شيربان 6–4، 4–6، 1–6                                 | آنا بوندار                               | كريستينا سانشيز كوينتانار أرينا سابالينكا | فيندولا جوفينكوفا تشيلا أرجيلان دانييلا تشيوبانو فاطمة النبهاني                  |
| 20 أبريل | هيراكليون، اليونان ملعب صلب $10،000 قرعة المباريات الفردية والزوجية                                                 | آنا بوندار ليزا ماريا موزر 5–7، 3–6                         | فاطمة النبهاني شارمادا بالو              | كريستينا سانشيز كوينتانار أرينا سابالينكا | فيندولا جوفينكوفا تشيلا أرجيلان دانييلا تشيوبانو فاطمة النبهاني                  |
| 20 أبريل | شيمكنت، كازاخستان ملعب ترابي 10،000$ قرعة المباريات الفردية والزوجية                                                | كسينيا ألكان 4–6، 4–6                                       | كسينيا شريفوفا                           | أناستاسيا روداكوفا كاميلا كيريمباييفا     | يفجينيا ليفاشوفا فاليريا أورزوموفا ألينا تاراسوفا ليوبوف فاسيلييفا               |
| 20 أبريل | شيمكنت، كازاخستان ملعب ترابي 10،000$ قرعة المباريات الفردية والزوجية                                                | إيرينا ليدكوفسكايا ألكسندرا بوسبيلوفا 1–6، (5–7)6–7         | إليزافيتا خاباروفا غوزال يوسوبوفا        | أناستاسيا روداكوفا كاميلا كيريمباييفا     | يفجينيا ليفاشوفا فاليريا أورزوموفا ألينا تاراسوفا ليوبوف فاسيلييفا               |
| 20 أبريل | بونتا ديلغادا، البرتغال ملعب صلب 10،000$ قرعة المباريات الفردية والزوجية                                            | جورجينا غارسيا بيريز 6–2، 6–1                               | كيلي فيرستيغ                             | بيا سومالينين ماريا جواو كوهلر            | نوريا باريزاس دياز فيفيان هايسن ألبا كارييو مارين شارلوت رومر                    |
| 20 أبريل | بونتا ديلغادا، البرتغال ملعب صلب 10،000$ قرعة المباريات الفردية والزوجية                                            | ماريا بالهوتو شارلوت رومر 7–5، 3–6، [10–0]                  | جورجينا غارسيا بيريز أولغا باريس أزكويتا | بيا سومالينين ماريا جواو كوهلر            | نوريا باريزاس دياز فيفيان هايسن ألبا كارييو مارين شارلوت رومر                    |
| 20 أبريل | بورت القنطاوي، تونس ملعب صلب $10،000 قرعة المباريات الفردية والزوجية                                                | فاليريا بروسبيري 2–6، 6–0، 6–2                              | يانيكي ويككيرينك                         | إيتي ماهيتا جيني كلافاي                   | أنيس فان كوتر مارغو ديكر كليمونس فايول كارلا تولي                                |
| 20 أبريل | بورت القنطاوي، تونس ملعب صلب $10،000 قرعة المباريات الفردية والزوجية                                                | جيني كلافاي كاثينكا فون ديكمان 6–4، 6–2                     | إيتي ماهيتا غريتا موكروسوفا              | إيتي ماهيتا جيني كلافاي                   | أنيس فان كوتر مارغو ديكر كليمونس فايول كارلا تولي                                |
| 27 أبريل | كأس الكنغارو غيفو، اليابان ملعب صلب $75،000 Singles – Doubles                                                       | تشينغ سيساي 3–6، 5–7، 4–6                                   | نعومي أوساكا                             | مايو هيبي شو يفيان                        | كريستينا بليسكوفا دوان ينغينغ إيفانا جوروفيتش Miharu Imanishi                    |
| 27 أبريل | كأس الكنغارو غيفو، اليابان ملعب صلب $75،000 Singles – Doubles                                                       | وانغ يافان شو يفيان 6–2، 3–6                                | أن صوفي ميستاتش إميلي ويبلي سميث         | مايو هيبي شو يفيان                        | كريستينا بليسكوفا دوان ينغينغ إيفانا جوروفيتش Miharu Imanishi                    |
| 27 أبريل | بويد تينسلي وومنز ملعب ترابي كلاسيك تشارلوتسفيل، الولايات المتحدة ملعب ترابي $50،000 Singles – Doubles              | آلي كيك 5–7، 7–6(3–7)، 5–7                                  | كاترينا ستيوارت                          | فلورنسيا مولينيرو Elizaveta Ianchuk       | أوسوي مايتان أركونادا فرانسواز أبندا ميشيل لارشر دي بريتو إيرينا خروماتشيفا      |
| 27 أبريل | بويد تينسلي وومنز ملعب ترابي كلاسيك تشارلوتسفيل، الولايات المتحدة ملعب ترابي $50،000 Singles – Doubles              | فرانسواز أبندا Maria Sanchez 1–6، 3–6                       | Olga Ianchuk إيرينا خروماتشيفا           | فلورنسيا مولينيرو Elizaveta Ianchuk       | أوسوي مايتان أركونادا فرانسواز أبندا ميشيل لارشر دي بريتو إيرينا خروماتشيفا      |
| 27 أبريل | ناننينغ، الصين ملعب صلب $25،000 قرعة المباريات الفردية والزوجية                                                     | هيش سو وي 6–2، 6–3                                          | جانغ سو جونج                             | تشانغ يوكسوان سابينا شاريبوفا             | ليو فانجزو هان نا لاي شانيل سيموندز نودنيدا لوانجنام                             |
| 27 أبريل | ناننينغ، الصين ملعب صلب $25،000 قرعة المباريات الفردية والزوجية                                                     | ليو تشانغ لو جياجينغ 1–6، 6–1، [10–8]                       | يانغ زاوكسوان يي كيويو                   | تشانغ يوكسوان سابينا شاريبوفا             | ليو فانجزو هان نا لاي شانيل سيموندز نودنيدا لوانجنام                             |
| 27 أبريل | فيسبادن، ألمانيا ملعب ترابي $25،000 قرعة المباريات الفردية والزوجية                                                 | أناستازيا سيفاستوفا 6–1، 6–3                                | تيريزا مارتينكوفا                        | بولينا فينوجرادوفا سيندي برغر             | تارا مور كارولين دانيلز ديا إفتيموفا أندريا غاميز                                |
| 27 أبريل | فيسبادن، ألمانيا ملعب ترابي $25،000 قرعة المباريات الفردية والزوجية                                                 | كارولين دانيلز فيكتوريا غولوبيتش 6–4، 4–6، [10–6]           | سيندي برغر فيرونيكا كابشاي               | بولينا فينوجرادوفا سيندي برغر             | تارا مور كارولين دانيلز ديا إفتيموفا أندريا غاميز                                |
| 27 أبريل | بولا، إيطاليا ملعب ترابي $25،000 قرعة المباريات الفردية والزوجية                                                    | إليسي ميرتنز 7–6(8–6)، 6–4                                  | إيفون كافايي ريميرس                      | ميرتل جورج ماتيلد يوهانسون                | لورا بوس تيو ماريا سكاري فاليريا ستراخوفا ميهايلا بوزارنيسكو                     |
| 27 أبريل | بولا، إيطاليا ملعب ترابي $25،000 قرعة المباريات الفردية والزوجية                                                    | ناستجا كولار ديسبينا باباميتشايل 6–1، 1–6، [10–8]           | ديانا بوزيان أليس ماتيوكسي               | ميرتل جورج ماتيلد يوهانسون                | لورا بوس تيو ماريا سكاري فاليريا ستراخوفا ميهايلا بوزارنيسكو                     |
| 27 أبريل | فيلا ديل ديكي، الأرجنتين ملعب ترابي $10،000 قرعة المباريات الفردية والزوجية                                         | فرناندا بريتو 7–5، 6–3                                      | غوادالوبي بيريز روجاس                    | ناتالي كوراتا كونستانزا فيغا              | ميلينا فيريرو صوفيا لويني إدواردا بياي باربارا غاتيكا                            |
| 27 أبريل | فيلا ديل ديكي، الأرجنتين ملعب ترابي $10،000 قرعة المباريات الفردية والزوجية                                         | فرناندا بريتو كاميلا جيانجريكو كامبيز 6–3، 6–7(4–7)، [10–6] | آنا فيكتوريا جوبي مونياو كونستانزا فيغا  | ناتالي كوراتا كونستانزا فيغا              | ميلينا فيريرو صوفيا لويني إدواردا بياي باربارا غاتيكا                            |
| 27 أبريل | شرم الشيخ، مصر ملعب صلب $10،000 قرعة المباريات الفردية والزوجية                                                     | نوريا باريزاس دياز 6–2، 6–4                                 | أناستازيا جريمالسكا                      | فيكتوريا مونتين نادجا جيلكريست            | دروثي تاتاشار فينوغوبال إيريني بورييو إسكوريهويلا نعومي توتكا يوليا بريزجالوفا   |
| 27 أبريل | شرم الشيخ، مصر ملعب صلب $10،000 قرعة المباريات الفردية والزوجية                                                     | يوليا بريزجالوفا ألينا ميخييفا 6–3، 6–1                     | جياادا كليرتشي أناستازيا جريمالسكا       | فيكتوريا مونتين نادجا جيلكريست            | دروثي تاتاشار فينوغوبال إيريني بورييو إسكوريهويلا نعومي توتكا يوليا بريزجالوفا   |
| 27 أبريل | هيراكليون، اليونان ملعب صلب $10،000 قرعة المباريات الفردية والزوجية                                                 | فاطمة النبهاني 7–5، 6–3                                     | تاييسيا موردرجر                          | جوليا ستاموفا كريستينا سانشيز كوينتانار   | كاثينكا فون ديكمان سارا توميك إلينا-تيودورا كادار كيمبرلي بيريل                  |
| 27 أبريل | هيراكليون، اليونان ملعب صلب $10،000 قرعة المباريات الفردية والزوجية                                                 | فاطمة النبهاني كريستينا سانشيز كوينتانار 6–4، 6–1           | يوشيمي كاواساكي دايانا نيجريان           | جوليا ستاموفا كريستينا سانشيز كوينتانار   | كاثينكا فون ديكمان سارا توميك إلينا-تيودورا كادار كيمبرلي بيريل                  |
| 27 أبريل | شيمكنت، كازاخستان ملعب ترابي $10،000 قرعة المباريات الفردية والزوجية                                                | فاليريا أورجوموفا 6–1، 6–3                                  | ألينا تاراسوفا                           | أنستاسيا روداكوفا داريا لوديكونا          | ليوبوف فاسيليفا ألكسندرا دوبروفينا بولينا ميرينكوفا كسينيا شريفوفا               |
| 27 أبريل | شيمكنت، كازاخستان ملعب ترابي $10،000 قرعة المباريات الفردية والزوجية                                                | ألبينا خابيبولينا بولينا ميرينكوفا 6–3، 6–1                 | فلادا إكشيباروفا داريا لوديكونا          | أنستاسيا روداكوفا داريا لوديكونا          | ليوبوف فاسيليفا ألكسندرا دوبروفينا بولينا ميرينكوفا كسينيا شريفوفا               |
| 27 أبريل | أنطاليا، تركيا ملعب صلب $10،000 قرعة المباريات الفردية والزوجية                                                     | نيكوليتا داسكالو 6–4، 6–4                                   | كاميلا فوينتيس                           | سيمونا أيونيسكو فيكتوريا كوزموفا          | فاندا لوكاش شاخلو سيدوفا كيلي فيرستيج أندريا جيتيسكو                             |
| 27 أبريل | أنطاليا، تركيا ملعب صلب $10،000 قرعة المباريات الفردية والزوجية                                                     | نيكوليتا داسكالو أندريا جيتيسكو 6–3، 6–1                    | كاميلا فوينتيس موج توبسل                 | سيمونا أيونيسكو فيكتوريا كوزموفا          | فاندا لوكاش شاخلو سيدوفا كيلي فيرستيج أندريا جيتيسكو                             |

### مايو
| الأسبوع | البطولة | الفائزات                                                 | الوصيفات                                    | المتأهلات لنصف النهائي                  | المتأهلات لربع النهائي                                                    |
| ------- | --- | -------------------------------------------------------- | ------------------------------------------- | --------------------------------------- | ------------------------------------------------------------------------- |
| 4 مايو  | Open GDF Suez de Cagnes-sur-Mer Alpes-Maritimes كاني سور مير، فرنسا ملعب ترابي $100،000 فردي – زوجي                 | كارينا ويثوفت 7–5، 6–1                                   | تاتيانا ماريا                               | كيكي بيرتينس بولين بارمنتييه            | شارون فيشمان أليكساندرا ساسنوفيتش داريا غافريلوفا يوليا بوتنتسيفا         |
| 4 مايو  | Open GDF Suez de Cagnes-sur-Mer Alpes-Maritimes كاني سور مير، فرنسا ملعب ترابي $100،000 فردي – زوجي                 | جوانا كونتا لورا ثورب 1–6، 4–6، [5–10]                   | جوسلين ري آنا سميث                          | كيكي بيرتينس بولين بارمنتييه            | شارون فيشمان أليكساندرا ساسنوفيتش داريا غافريلوفا يوليا بوتنتسيفا         |
| 4 مايو  | Empire Slovak Open ترنافا، سلوفاكيا ملعب ترابي $100،000 فردي – زوجي                                                 | دانكا كوفينتش 7–5، 3–6                                   | مارغريتا غاسباريان                          | يلينا أوستابينكو دينيسا أليرتوفا        | تيريزا سميتكوفا بترا مارتيتش فيكتوريا كان ألكسندرا كرونتش                 |
| 4 مايو  | Empire Slovak Open ترنافا، سلوفاكيا ملعب ترابي $100،000 فردي – زوجي                                                 | يوليا بيجيلزيمير مارغريتا غاسباريان 3–6، 2–6             | ألكسندرا كرونتش بترا مارتيتش                | يلينا أوستابينكو دينيسا أليرتوفا        | تيريزا سميتكوفا بترا مارتيتش فيكتوريا كان ألكسندرا كرونتش                 |
| 4 مايو  | Anning Open أنينغ، الصين ملعب ترابي $75،000 فردي – زوجي                                                             | تشينغ سيساي 4–6، 6–3، 4–6                                | هان زينيون                                  | وانغ يافان يانغ زاوكسوان                | ألكساندرينا نايدينوفا لورين إمبري شانيل سيموندز وانغ كيانغ                |
| 4 مايو  | Anning Open أنينغ، الصين ملعب ترابي $75،000 فردي – زوجي                                                             | شو يفيان تشينغ سيساي 5–7، 2–6                            | يانغ زاوكسوان يي كيويو                      | وانغ يافان يانغ زاوكسوان                | ألكساندرينا نايدينوفا لورين إمبري شانيل سيموندز وانغ كيانغ                |
| 4 مايو  | Fukuoka International Women's Cup فوكوكا، اليابان Grass $50،000 فردي – زوجي                                         | كريستينا بليسكوفا 7–5، 4–6                               | ناو هيبينو                                  | فاراتشايا وونجتينتشاي جونري ناميجاتا    | أن صوفي ميستاتش ميو كاتو إريكا سما دليلا ياكوبوفيتش                       |
| 4 مايو  | Fukuoka International Women's Cup فوكوكا، اليابان Grass $50،000 فردي – زوجي                                         | نايومي برودي كريستينا بليسكوفا 6–3، 6–4                  | إري هوزمي جونري ناميجاتا                    | فاراتشايا وونجتينتشاي جونري ناميجاتا    | أن صوفي ميستاتش ميو كاتو إريكا سما دليلا ياكوبوفيتش                       |
| 4 مايو  | Nana Trophy تونس (مدينة)، تونس ملعب ترابي $50،000 Singles – Doubles                                                 | ماريا إيروغيين 6–2، 7–5                                  | سيندي برغر                                  | ليسلي كيرخوف ماريا سكاري                | أنس جابر إليتسا كوستوفا ريسا أوزاكي ريبيكا بيترسون                        |
| 4 مايو  | Nana Trophy تونس (مدينة)، تونس ملعب ترابي $50،000 Singles – Doubles                                                 | ماريا إيروغيين بولا كانيا 6–1، 6–3                       | جولي كوين ستيفاني فريتز                     | ليسلي كيرخوف ماريا سكاري                | أنس جابر إليتسا كوستوفا ريسا أوزاكي ريبيكا بيترسون                        |
| 4 مايو  | Revolution Technologies Pro Tennis Classic إنديان هاربر بيتش، الولايات المتحدة ملعب ترابي $50،000 Singles – Doubles | كاترينا ستيوارت 6–4، 3–6، 6–3                            | لويزا تشيريكو                               | ماريا سانشيز آلي كيك                    | ستورم ساندرز فرانسواز أبندا باولا أورمايتشيا جيسيكا مور                   |
| 4 مايو  | Revolution Technologies Pro Tennis Classic إنديان هاربر بيتش، الولايات المتحدة ملعب ترابي $50،000 Singles – Doubles | ماريا سانشيز تايلور تاونسند 6–0، 6–1                     | أنجليينا جابويفا ألكسندرا ستيفنسون          | ماريا سانشيز آلي كيك                    | ستورم ساندرز فرانسواز أبندا باولا أورمايتشيا جيسيكا مور                   |
| 4 مايو  | سيوداد أوبريجون، المكسيك ملعب صلب $15،000 قرعة المباريات الفردية والزوجية                                           | مارسيلا زكرياس 6–4، 5–7، 2–1، ret.                       | فوجسلافا لوكيتش                             | فيكتوريا رودريغيز لورين ألبانيز         | جنيفر إيلي فرانشيسكا سيجاريلي آنا بولا نييفا دي لوس ريوس آنا صوفيا سانشيز |
| 4 مايو  | سيوداد أوبريجون، المكسيك ملعب صلب $15،000 قرعة المباريات الفردية والزوجية                                           | فيكتوريا رودريغيز مارسيلا زكرياس 6–3، 6–1                | آنا صوفيا سانشيز فرانشيسكا سيجاريلي         | فيكتوريا رودريغيز لورين ألبانيز         | جنيفر إيلي فرانشيسكا سيجاريلي آنا بولا نييفا دي لوس ريوس آنا صوفيا سانشيز |
| 4 مايو  | فيلا ماريا، الأرجنتين ملعب ترابي $10،000 قرعة المباريات الفردية والزوجية                                            | فرناندا بريتو 6–3، 4–6، 7–6(7–2)                         | جولييتا استابليه                            | صوفيا لويني غوادالوبي بيريز روجاس       | كارلا لوسيرو ستيفاني بيتي بيرتا بوناردي باربرا غاتيكا                     |
| 4 مايو  | فيلا ماريا، الأرجنتين ملعب ترابي $10،000 قرعة المباريات الفردية والزوجية                                            | آنا فيكتوريا غوبي مونلاو كونستازا فيغا 6–2، 6–3          | ناثالي كوراتا إدوارد باياي                  | صوفيا لويني غوادالوبي بيريز روجاس       | كارلا لوسيرو ستيفاني بيتي بيرتا بوناردي باربرا غاتيكا                     |
| 4 مايو  | بول، كرواتيا ملعب ترابي $10،000 قرعة المباريات الفردية والزوجية                                                     | تينا لوكاس 2–6، 3–6                                      | تمارا زيدانسيك                              | آنا ريمونتينا زوزانا لوكناروفا          | كاتارينا هوبرغارسكي كريستينا شاكوفيتس بيا تشوك لينا غيورشيسكا             |
| 4 مايو  | بول، كرواتيا ملعب ترابي $10،000 قرعة المباريات الفردية والزوجية                                                     | لينا غيورشيسكا تينا لوكاس 0–6، 3–6                       | ألكسندرا بيربر أناستازيا فدوفينكو           | آنا ريمونتينا زوزانا لوكناروفا          | كاتارينا هوبرغارسكي كريستينا شاكوفيتس بيا تشوك لينا غيورشيسكا             |
| 4 مايو  | شرم الشيخ، مصر ملعب صلب $10،000 قرعة المباريات الفردية والزوجية                                                     | نادجا جيلكريست 6–4، 5–7، 3–6                             | نوريا باريزاس دياز                          | دروثي تاتاشر فينوغوبال يوليا بريزغالوفا | أنستازيا خارشينكو ليا ثولي إليزابيتا خاباروفا علا أبو ذكري                |
| 4 مايو  | شرم الشيخ، مصر ملعب صلب $10،000 قرعة المباريات الفردية والزوجية                                                     | بريت جوكينز دروثي تاتاشر فينوغوبال 2–6، 7–6(7–9)         | علا أبو ذكري أنستازيا خارشينكو              | دروثي تاتاشر فينوغوبال يوليا بريزغالوفا | أنستازيا خارشينكو ليا ثولي إليزابيتا خاباروفا علا أبو ذكري                |
| 4 مايو  | ميتيليني، اليونان ملعب صلب $10،000 قرعة المباريات الفردية والزوجية                                                  | جوليا ستاماتوفا 7–6(7–4)، 1–6، 7–6(7–4)                  | كسينيا جايدارزي                             | سارا توميك فالنتيني جراماتيكوبولو       | دايانا نيجريانو غابرييلا هوراشكوفا كيم جراجديك أولغا باريس أزكويتا        |
| 4 مايو  | ميتيليني، اليونان ملعب صلب $10،000 قرعة المباريات الفردية والزوجية                                                  | فالنتيني جراماتيكوبولو روسالي فان دير هوك 6–4، 6–3       | يوشيمي كاواساكي دايانا نيجريانو             | سارا توميك فالنتيني جراماتيكوبولو       | دايانا نيجريانو غابرييلا هوراشكوفا كيم جراجديك أولغا باريس أزكويتا        |
| 4 مايو  | عسقلان، إسرائيل ملعب صلب $10،000 قرعة المباريات الفردية والزوجية                                                    | ساري ستيرينباخ 6–1، 6–4                                  | دينيز خازانيك                               | ماريام بولكفادزي أماندين كازو           | أولكساندرا بيسكون سادافموه توليبوفا أوفري لانكري نعومي توتكا              |
| 4 مايو  | عسقلان، إسرائيل ملعب صلب $10،000 قرعة المباريات الفردية والزوجية                                                    | ماريام بولكفادزي نعومي توتكا 6–0، 6–2                    | لورا ديجمان هيلين شولسن                     | ماريام بولكفادزي أماندين كازو           | أولكساندرا بيسكون سادافموه توليبوفا أوفري لانكري نعومي توتكا              |
| 4 مايو  | بولا، إيطاليا ملعب ترابي $10،000 قرعة المباريات الفردية والزوجية                                                    | بيانكا توراتي 2–6، 6–4، 7–5                              | أليونا بولسوفا زادوينوف                     | ليتيسيا سارازين إيفا غيريرو ألفاريز     | بياتريس لومباردو أوليسيا بيرفوشينا يلينا سيميتش تيس سوغنو                 |
| 4 مايو  | بولا، إيطاليا ملعب ترابي $10،000 قرعة المباريات الفردية والزوجية                                                    | أليونا بولسوفا زادوينوف بريسيلا هون 6–0، 6–3             | كريستينا بوكشا إيفا غيريرو ألفاريز          | ليتيسيا سارازين إيفا غيريرو ألفاريز     | بياتريس لومباردو أوليسيا بيرفوشينا يلينا سيميتش تيس سوغنو                 |
| 4 مايو  | بوسزيكوفو، بولندا ملعب صلب 10،000 دولار قرعة المباريات الفردية والزوجية                                             | صوفيا كفاتسابايا 6–1، 6–1                                | ناتاليا سيدليسك                             | بيترا روهانوفا زوزانا زلوشوفا           | كاثارينا لينارت أولغا بروزدا تيريزا ماليكوفا ناتاشا فوروكلاس              |
| 4 مايو  | بوسزيكوفو، بولندا ملعب صلب 10،000 دولار قرعة المباريات الفردية والزوجية                                             | مارغريتا لازاريفا كاثارينا لينارت 6–3، 6–3               | ماريا فرناندا ألفيس زوزانا زلوشوفا          | بيترا روهانوفا زوزانا زلوشوفا           | كاثارينا لينارت أولغا بروزدا تيريزا ماليكوفا ناتاشا فوروكلاس              |
| 4 مايو  | باشتاد، السويد ملعب ترابي 10،000 دولار قرعة المباريات الفردية والزوجية                                              | لورا شيدر 5–7، 6–0، 6–2                                  | كايسا رينالدو بيرسون                        | كارولين دانيلز أولغا فريدمان            | مايا أورنبيرغ ديا هردجلاش يوليانا ليزارازو ميلاني ستوك                    |
| 4 مايو  | باشتاد، السويد ملعب ترابي 10،000 دولار قرعة المباريات الفردية والزوجية                                              | كورنيليا ليستر يوليانا ليزارازو 7–5، 5–7، [10–8]         | كارولين دانيلز لورا شيدر                    | كارولين دانيلز أولغا فريدمان            | مايا أورنبيرغ ديا هردجلاش يوليانا ليزارازو ميلاني ستوك                    |
| 4 مايو  | أنطاليا، تركيا ملعب صلب $10،000 قرعة المباريات الفردية والزوجية                                                     | فيكتوريا كوجموفا 6–3، 7–6(7–5)                           | أليونا سوتنيكوفا                            | أندريا غيتيسكو آنا بروغان               | ريو كيتاجاوا ميهايلا بوزارنيسكو إينا كاجيفيتش نيكوليتا داسكال             |
| 4 مايو  | أنطاليا، تركيا ملعب صلب $10،000 قرعة المباريات الفردية والزوجية                                                     | أنيتا حسين أليونا سوتنيكوفا 6–1، 6–2                     | نيكوليتا داسكال كاميلا روساتيلو             | أندريا غيتيسكو آنا بروغان               | ريو كيتاجاوا ميهايلا بوزارنيسكو إينا كاجيفيتش نيكوليتا داسكال             |
| 11 مايو | Open Engie Saint-Gaudens Midi-Pyrénées سان جودان، فرنسا ملعب ترابي $50٬000+H فردي – زوجي                            | ماريا تيريزا تورو فلور 6–1، 6–0                          | يانا كابلوفا                                | أليكساندرا ساسنوفيتش ماجدا لينيت        | تيليانا بيريرا لورديس دومينغيز لينو أماندين هيس جوانا كونتا               |
| 11 مايو | Open Engie Saint-Gaudens Midi-Pyrénées سان جودان، فرنسا ملعب ترابي $50٬000+H فردي – زوجي                            | ماريانا دوك جوليا غلوشكو 1–6، 7–6(7–5)، [10–4]           | بياتريس حداد مايا نيكول ميليتشار            | أليكساندرا ساسنوفيتش ماجدا لينيت        | تيليانا بيريرا لورديس دومينغيز لينو أماندين هيس جوانا كونتا               |
| 11 مايو | Kurume Best Amenity Cup كورومي، اليابان عشب $50٬000 فردي – زوجي                                                     | ناو هيبينو 6–3، 6–1                                      | إري هوزمي                                   | إيكاترينا بيشكوفا كريستينا بليسكوفا     | أن صوفي ميستاتش جانغ سو جونج ميابي إينو ميهارو إيمانشي                    |
| 11 مايو | Kurume Best Amenity Cup كورومي، اليابان عشب $50٬000 فردي – زوجي                                                     | ماكوتو نينوميا ريكو ساواياناجي 7–6(12–10)، 6–3           | إري هوزمي جونري ناميجاتا                    | إيكاترينا بيشكوفا كريستينا بليسكوفا     | أن صوفي ميستاتش جانغ سو جونج ميابي إينو ميهارو إيمانشي                    |
| 11 مايو | المرسى (تونس)، تونس ملعب ترابي $25٬000 قرعة المباريات الفردية والزوجية                                              | رومينا أوبراندي 6–3، 6–3                                 | أناستازيا سيفاستوفا                         | كلوي باكيوت أنيت كونتافيت               | أناستاسيا فاسيليفا ستيفاني فريتز ايبك سويلو أليز ليم                      |
| 11 مايو | المرسى (تونس)، تونس ملعب ترابي $25٬000 قرعة المباريات الفردية والزوجية                                              | بيمرا أوزجن ايبك سويلو 3–6، 6–3، [10–4]                  | صوفيا شاباتافا أناستاسيا فاسيليفا           | كلوي باكيوت أنيت كونتافيت               | أناستاسيا فاسيليفا ستيفاني فريتز ايبك سويلو أليز ليم                      |
| 11 مايو | بنك RBC لتحدي السيدات رالي، الولايات المتحدة ملعب ترابي $25،000 قرعة المباريات الفردية والزوجية                     | جوليا بوسوروب 6–3، 6–2                                   | سامانثا كراوفورد                            | فلورنسيا مولينيرو آلي كيك               | كايلي ماكينزي هسو تشيه يو آنا صوفيا سانشيز إنغريد نيل                     |
| 11 مايو | بنك RBC لتحدي السيدات رالي، الولايات المتحدة ملعب ترابي $25،000 قرعة المباريات الفردية والزوجية                     | يان أبازا جوستينا ججيولكا 7–6(7–4)، 4–6، [10–7]          | جاكلين كاكو سالي بيرز                       | فلورنسيا مولينيرو آلي كيك               | كايلي ماكينزي هسو تشيه يو آنا صوفيا سانشيز إنغريد نيل                     |
| 11 مايو | بول، كرواتيا ملعب ترابي $10،000 قرعة المباريات الفردية والزوجية                                                     | أناستاسيا كوماردينا 6–3، 6–3                             | لينا جورتشيسكا                              | غابرييلا بنتوتشكوفا أغنيس بوكطا         | آنا ريموندينا كارين كينيل تينا لوكاس ناتاليا فاجدوفا                      |
| 11 مايو | بول، كرواتيا ملعب ترابي $10،000 قرعة المباريات الفردية والزوجية                                                     | أناستاسيا كوماردينا زوزانا لوكناروفا 6–2، 0–6، [10–7]    | بيا تشوك تمارا زيدانسيك                     | غابرييلا بنتوتشكوفا أغنيس بوكطا         | آنا ريموندينا كارين كينيل تينا لوكاس ناتاليا فاجدوفا                      |
| 11 مايو | شرم الشيخ، مصر ملعب صلب $10،000 قرعة المباريات الفردية والزوجية                                                     | جوليا تيرزيسكا 6–4، 6–0                                  | نادجا جيلكريست                              | أناستاسيا شارشينكو إلينا-تيودورا كادار  | علا أبو ذكري جيادا كليريشي بريت جيوكنس ألينا ميخييفا                      |
| 11 مايو | شرم الشيخ، مصر ملعب صلب $10،000 قرعة المباريات الفردية والزوجية                                                     | إلينا-تيودورا كادار أناستاسيا شارشينكو 6–2، 6–3          | علا أبو ذكري جوليا تيرزيسكا                 | أناستاسيا شارشينكو إلينا-تيودورا كادار  | علا أبو ذكري جيادا كليريشي بريت جيوكنس ألينا ميخييفا                      |
| 11 مايو | ناشك، الهند ملعب ترابي $10،000 قرعة المباريات الفردية والزوجية                                                      | شو تشينغ ون 6–4، 4–6، 7–6(7–5)                           | سري بيدي ريدي                               | سوجانيا بافيسيتتي كارمن ثاندي           | سنياديفي ريدي بوفانا كالڤا ساي شامارثي ريشيكا سانكارا                     |
| 11 مايو | ناشك، الهند ملعب ترابي $10،000 قرعة المباريات الفردية والزوجية                                                      | سوجانيا بافيسيتتي ريشيكا سانكارا 7–6(7–5)، 6–2           | ريا باتيا كارمن ثاندي                       | سوجانيا بافيسيتتي كارمن ثاندي           | سنياديفي ريدي بوفانا كالڤا ساي شامارثي ريشيكا سانكارا                     |
| 11 مايو | عكا، إسرائيل ملعب صلب $10،000 قرعة المباريات الفردية والزوجية                                                       | دينيز خازانيك 6–1، 6–3                                   | عفري لانكري                                 | ساداموفا توليبوفا نعومي توتكا           | داريا لوديكوفا كيرين شلومو لورا ديجمان مادلين كوبلت                       |
| 11 مايو | عكا، إسرائيل ملعب صلب $10،000 قرعة المباريات الفردية والزوجية                                                       | هيلين شولسين ساداموفا توليبوفا 6–1، 6–1                  | فلادا إكشيباروفا داريا لوديكوفا             | ساداموفا توليبوفا نعومي توتكا           | داريا لوديكوفا كيرين شلومو لورا ديجمان مادلين كوبلت                       |
| 11 مايو | بولا، إيطاليا ملعب ترابي $10،000 قرعة المباريات الفردية والزوجية                                                    | مارتينا تريفيسان 6–3، 3–6، 6–1                           | ألريكك إيكري                                | لاتيشيا سرازين يلينا سيميتش             | جانا فيت مارتينا سبيراجيلي كارلا تولي تيس سوغنو                           |
| 11 مايو | بولا، إيطاليا ملعب ترابي $10،000 قرعة المباريات الفردية والزوجية                                                    | بياتريس لومباردو كارلا تولي 6–3، 6–0                     | مارسيلا كوكّا فيرينا ميليس                   | لاتيشيا سرازين يلينا سيميتش             | جانا فيت مارتينا سبيراجيلي كارلا تولي تيس سوغنو                           |
| 11 مايو | جلونا غورا، بولندا ملعب ترابي $10،000 قرعة المباريات الفردية والزوجية                                               | ماركيتا فوندروسوفا 6–3، 6–3                              | ناتيلا دزالاميدزه                           | تيريزا ماليكوفا ميريام كولودجيجوفا      | ناتاليا سيدليسكيا مارسيلينا بودلينسكا صوفيا كفاتسابايا بربارا بونيتش      |
| 11 مايو | جلونا غورا، بولندا ملعب ترابي $10،000 قرعة المباريات الفردية والزوجية                                               | ميريام كولودجيجوفا ماركيتا فوندروسوفا 6–2، 6–2           | ناتيلا دزالاميدزه مارغريتا لازاريفا         | تيريزا ماليكوفا ميريام كولودجيجوفا      | ناتاليا سيدليسكيا مارسيلينا بودلينسكا صوفيا كفاتسابايا بربارا بونيتش      |
| 11 مايو | منتشون، إسبانيا ملعب صلب $10،000 قرعة المباريات الفردية والزوجية                                                    | جورجينا غارسيا بيريز 6–4، 6–2                            | كريستينا سانشيز كوينتانار                   | مارتا غونزاليس إنسيناس جوزيفين بواليم   | إيمي بوتل إستلا بيريز سمارريبا باشاك إرايدن أينهوا أتوكا غوميز            |
| 11 مايو | منتشون، إسبانيا ملعب صلب $10،000 قرعة المباريات الفردية والزوجية                                                    | جورجينا غارسيا بيريز أولغا باريس أزكويتا 6–4، 6–2        | باشاك إرايدن فرانسيسكا ستيفنسون             | مارتا غونزاليس إنسيناس جوزيفين بواليم   | إيمي بوتل إستلا بيريز سمارريبا باشاك إرايدن أينهوا أتوكا غوميز            |
| 11 مايو | باستاد، السويد ملعب ترابي $10،000 قرعة المباريات الفردية والزوجية                                                   | كاجسا رينالدو بيرسون 6–4، 7–6(7–1)                       | فاليريا بروسبيري                            | كورنيليا ليستر ديا هردجلاش              | مالين أولفيفيلدت بولينا وولكان برينا نجوكي ميلاني ستوك                    |
| 11 مايو | باستاد، السويد ملعب ترابي $10،000 قرعة المباريات الفردية والزوجية                                                   | كورنيليا ليستر ميلاني ستوك 5–7، 6–3، [10–8]              | فيرونيكا كورنينغ ماجا أورنبرغ               | كورنيليا ليستر ديا هردجلاش              | مالين أولفيفيلدت بولينا وولكان برينا نجوكي ميلاني ستوك                    |
| 11 مايو | أنطاليا، تركيا ملعب صلب $10،000 قرعة المباريات الفردية والزوجية                                                     | كسينيا ألكان 4–6، 7–6(8–6)، 6–2                          | ميليس سيزر                                  | آنا بروغان تشيين بي جو                  | آني فانجيلوفا نيكوليتا داسكالو أميرة بنايسة أولغا بوتشكوفا                |
| 11 مايو | أنطاليا، تركيا ملعب صلب $10،000 قرعة المباريات الفردية والزوجية                                                     | ريو كيتاغاوا ألينا ويسل 6–2، 6–1                         | تشيين بي جو آكي ياماسوتو                    | آنا بروغان تشيين بي جو                  | آني فانجيلوفا نيكوليتا داسكالو أميرة بنايسة أولغا بوتشكوفا                |
| 18 مايو | ITF Women's Circuit – ووهان ووهان، الصين ملعب صلب 50٬000 دولار فردي – زوجي                                          | تشانغ يوكسوان 4–6، 0–6                                   | Liu Chang                                   | لو جينغجينغ Zhang Ling                  | أليكسا غواراشي أناستازيا بيفوفاروفا سابينا شاريبوفا تشانغ كاي تشن         |
| 18 مايو | ITF Women's Circuit – ووهان ووهان، الصين ملعب صلب 50٬000 دولار فردي – زوجي                                          | تشانغ كاي تشن هان زينيون 0–6، 3–6                        | Liu Chang لو جياجينغ                        | لو جينغجينغ Zhang Ling                  | أليكسا غواراشي أناستازيا بيفوفاروفا سابينا شاريبوفا تشانغ كاي تشن         |
| 18 مايو | Lecoq Seoul Open سول، كوريا الجنوبية ملعب صلب 50٬000 دولار فردي – زوجي                                              | ريكو ساوياناجي 4–6، 4–6                                  | جانغ سو جونج                                | أن صوفي ميستاتش فاراتشايا وونجتينتشاي   | دليلا ياكوبوفيتش نعومي أوساكا هان نا-لي كريستي آهن                        |
| 18 مايو | Lecoq Seoul Open سول، كوريا الجنوبية ملعب صلب 50٬000 دولار فردي – زوجي                                              | تشان تشين وي لي يا هسوان 2–6، 1–6                        | هونج سيونغ يون كانغ سو كيونغ                | أن صوفي ميستاتش فاراتشايا وونجتينتشاي   | دليلا ياكوبوفيتش نعومي أوساكا هان نا-لي كريستي آهن                        |
| 18 مايو | كزرتة، إيطاليا ملعب ترابي 25٬000 دولار قرعة المباريات الفردية والزوجية                                              | داريا كاساتكينا 6–7(4–7)، 1–6                            | ايبك سويلو                                  | ريكا-لوكا ياني إيزابيلا شنيكوفا         | ماندي مينلا إيكاترين جورجودزي أدريانا ليكاج ألكسندرا كادانتسو             |
| 18 مايو | كزرتة، إيطاليا ملعب ترابي 25٬000 دولار قرعة المباريات الفردية والزوجية                                              | إيكاترين جورجودزي صوفيا شاباتافا 0–6، 6–7(6–8)           | أليس ماتيوكسي ايبك سويلو                    | ريكا-لوكا ياني إيزابيلا شنيكوفا         | ماندي مينلا إيكاترين جورجودزي أدريانا ليكاج ألكسندرا كادانتسو             |
| 18 مايو | Karuizawa، اليابان ملعب عشبي 25٬000 دولار قرعة المباريات الفردية والزوجية                                           | ميو كاتو 6–7(5–7)، 7–5، 1–6                              | ماكوتو نينوميا                              | أكاري إينووي ميكي ميامرا                | مانا أيواكاوا يووكي تاناكا آبي مايرز يوكينا سايغو                         |
| 18 مايو | Karuizawa، اليابان ملعب عشبي 25٬000 دولار قرعة المباريات الفردية والزوجية                                           | ريكا فوجيوارا ميو كاتو 6–2، 6–0                          | مانا أيواكاوا ماكوتو نينوميا                | أكاري إينووي ميكي ميامرا                | مانا أيواكاوا يووكي تاناكا آبي مايرز يوكينا سايغو                         |
| 18 مايو | بول، كرواتيا ملعب ترابي $10،000 قرعة المباريات الفردية والزوجية                                                     | أناستاسيا كوماردينا 6–3، 1–6، 6–3                        | لينا جورشييسكا                              | تمارا زيدانسيك تينا لوكاس               | مارتينا باسيك ناتاليا فاجدوفا بيا تشوك جولييتا إستابلي                    |
| 18 مايو | بول، كرواتيا ملعب ترابي $10،000 قرعة المباريات الفردية والزوجية                                                     | لينا جورشييسكا كريستينا شاكوفيتس 4–6، 6–2، [10–2]        | كارين كينل إيفا بريموراك                    | تمارا زيدانسيك تينا لوكاس               | مارتينا باسيك ناتاليا فاجدوفا بيا تشوك جولييتا إستابلي                    |
| 18 مايو | شرم الشيخ، مصر ملعب صلب $10،000 قرعة المباريات الفردية والزوجية                                                     | جوليا تيرزييسكا 4–1، انسحبت                              | نايومي كافاداي                              | جاكلين كاباج أواد إلينا تيودورا كادار   | لورا ديجمان فرانسيسكا ستيفنسون إينا كاوفينغر بريت غوكنز                   |
| 18 مايو | شرم الشيخ، مصر ملعب صلب $10،000 قرعة المباريات الفردية والزوجية                                                     | إلينا تيودورا كادار بريت غوكنز 7–6(7–5)، 1–0، انسحبت     | نايومي كافاداي فرانسيسكا ستيفنسون           | جاكلين كاباج أواد إلينا تيودورا كادار   | لورا ديجمان فرانسيسكا ستيفنسون إينا كاوفينغر بريت غوكنز                   |
| 18 مايو | بوبال، الهند ملعب صلب $10،000 قرعة المباريات الفردية والزوجية                                                       | شارمادا بالو 6–2، 6–3                                    | سوجانيا بافيستي                             | سنيهدي ريدي سري بيدي ريدي               | شو تشينغ ون بوفانا كالفا شارون سانشانا بول دروثي تاتشار فينوغوبال         |
| 18 مايو | بوبال، الهند ملعب صلب $10،000 قرعة المباريات الفردية والزوجية                                                       | سنيهدي ريدي دروثي تاتشار فينوغوبال 0–6، 7–6(7–1)، [10–3] | شارمادا بالو شو تشينغ ون                    | سنيهدي ريدي سري بيدي ريدي               | شو تشينغ ون بوفانا كالفا شارون سانشانا بول دروثي تاتشار فينوغوبال         |
| 18 مايو | تاركان، إندونيسيا ملعب صلب (indoor) $10،000 قرعة المباريات الفردية والزوجية                                         | لي بي-تشي 6–0، 6–1                                       | ريفانتي كافياني                             | لو جياشي أشميثا إيسوارامورثي            | فيتا تاهر بيا سومالينين هيرونو واتانابي تمارا تشروفيتش                    |
| 18 مايو | تاركان، إندونيسيا ملعب صلب (indoor) $10،000 قرعة المباريات الفردية والزوجية                                         | لي بي-تشي هيرونو واتانابي 7–5، 1–6، [6–10]               | أشميثا إيسوارامورثي يو يوانيي               | لو جياشي أشميثا إيسوارامورثي            | فيتا تاهر بيا سومالينين هيرونو واتانابي تمارا تشروفيتش                    |
| 18 مايو | نتانيا، إسرائيل ملعب صلب $10،000 قرعة المباريات الفردية والزوجية                                                    | دينيز خازانيك 4–6، 1–6                                   | عفري لانكري                                 | كيرين شلومو أماندين كازو                | آنا بوجوسلافيتس فلادا إكشيبروفا ساراي سترينباخ نعومي توتكا                |
| 18 مايو | نتانيا، إسرائيل ملعب صلب $10،000 قرعة المباريات الفردية والزوجية                                                    | عفري لانكري ألونا بوشكاريفسكي 3–6، 3–6                   | فلادا إكشيبروفا دينيز خازانيك               | كيرين شلومو أماندين كازو                | آنا بوجوسلافيتس فلادا إكشيبروفا ساراي سترينباخ نعومي توتكا                |
| 18 مايو | سزافنو-زدرويي، بولندا ملعب ترابي $10،000 قرعة المباريات الفردية والزوجية                                            | مارتينا بوريسكا 1–0، اعتزال                              | يسيكا ماليتشكوڤا                            | كاتارينا ليهنيرت فيرونيكا فلكوڤسكا      | باولينا تشارنيك كاتارزينا كاوا ناتسومي تشيمورا ماجدالينا فريتش            |
| 18 مايو | سزافنو-زدرويي، بولندا ملعب ترابي $10،000 قرعة المباريات الفردية والزوجية                                            | مارتينا بوريسكا يسيكا ماليتشكوڤا 6–1، 2–6، [10–5]        | فيرونيكا كولاروفا بيترا روهانوڤا            | كاتارينا ليهنيرت فيرونيكا فلكوڤسكا      | باولينا تشارنيك كاتارزينا كاوا ناتسومي تشيمورا ماجدالينا فريتش            |
| 18 مايو | سيبيو، رومانيا ملعب ترابي $10،000 قرعة المباريات الفردية والزوجية                                                   | آنا بوندار 6–1، 4–6، 6–1                                 | مادالينا جوينيا                             | سيمونا أيونيسكو نيكوليتا داسكالو        | فاني ستولار فيكتوريا كوزموڤا جورجيا كراتشون إيرينا فيتيكاو                |
| 18 مايو | سيبيو، رومانيا ملعب ترابي $10،000 قرعة المباريات الفردية والزوجية                                                   | آنا بوندار آنا بيانكا ميهايلا 6–4، 6–4                   | ميهائيلا غيوكا يولينا أوانتي                | سيمونا أيونيسكو نيكوليتا داسكالو        | فاني ستولار فيكتوريا كوزموڤا جورجيا كراتشون إيرينا فيتيكاو                |
| 18 مايو | فيلينيه، سلوفينيا ملعب ترابي $10،000 قرعة المباريات الفردية والزوجية                                                | ستيفانيا روبيني 4–6، 7–5، 6–2                            | إيفا زاجوراك                                | كاترينا كرامبيروفا سيلفيا نجيريتش       | ديسبينا باباميتشايل آنا كلاسن ناتاليا شيبيك دوروتيا إريتش                 |
| 18 مايو | فيلينيه، سلوفينيا ملعب ترابي $10،000 قرعة المباريات الفردية والزوجية                                                | نينا بوتوتشنيك ناتاليا شيبيك 4–6، 6–3، [10–4]            | آنا كلاسن إيفون نويورث                      | كاترينا كرامبيروفا سيلفيا نجيريتش       | ديسبينا باباميتشايل آنا كلاسن ناتاليا شيبيك دوروتيا إريتش                 |
| 18 مايو | بانكوك، تايلاند ملعب صلب $10،000 قرعة المباريات الفردية والزوجية                                                    | نيشا ليرتبيتاكسينتشاي 7–6(7–4)، 6–2                      | بينجتارن بليبويتش                           | نونجنادا واناسوك بونياوي ثامشايواط      | كيم دابين نيكول كولي زوي هايفز كانامي تسوجي                               |
| 18 مايو | بانكوك، تايلاند ملعب صلب $10،000 قرعة المباريات الفردية والزوجية                                                    | نيكول كولي ديون ملادين 6–4، 6–3                          | تاماتشان مومكونثود بلبرونج بليبويتش         | نونجنادا واناسوك بونياوي ثامشايواط      | كيم دابين نيكول كولي زوي هايفز كانامي تسوجي                               |
| 18 مايو | أنطاليا، تركيا ملعب صلب $10،000 قرعة المباريات الفردية والزوجية                                                     | ماريا فرناندا ألفاريز تيران 6–3، 6–4                     | آنا بروجان                                  | إيرينا مارا بارا أليس باكيه             | فرانشيسكا بالميجيانو تايسيا مورديرجر أيلا أكسو ميليس سيزر                 |
| 18 مايو | أنطاليا، تركيا ملعب صلب $10،000 قرعة المباريات الفردية والزوجية                                                     | أايلا أكسو ميليس سيزر 7–5، 6–2                           | ماريايريني جوتيريز ماريا مارتينيز مارتينيز  | إيرينا مارا بارا أليس باكيه             | فرانشيسكا بالميجيانو تايسيا مورديرجر أيلا أكسو ميليس سيزر                 |
| 25 مايو | ITF Women's Circuit – شوزهو شوزهو، الصين ملعب صلب 50٬000 دولار فردي – زوجي                                          | لوكسيكا كومخوم 1–6، 5–7، 1–6                             | تشانغ كاي تشن                               | أنكيتا راينا هان زينيون                 | غاو شينيو تساو سيتشي غاي آو لو جينغجينغ                                   |
| 25 مايو | ITF Women's Circuit – شوزهو شوزهو، الصين ملعب صلب 50٬000 دولار فردي – زوجي                                          | تشانغ كاي تشن هان زينيون 3–6، 2–6                        | تساو سيتشي تشو مينغجون                      | أنكيتا راينا هان زينيون                 | غاو شينيو تساو سيتشي غاي آو لو جينغجينغ                                   |
| 25 مايو | باليكبابان، إندونيسيا ملعب صلب 25٬000 دولار قرعة المباريات الفردية والزوجية                                         | لو جياجينغ 4–6، 4–6                                      | ميو كاتو                                    | أكيكو أوميا أيكا أوكونو                 | هيرونو واتانابي نودنيدا لوانجنام إريكا سما هارييت دارت                    |
| 25 مايو | باليكبابان، إندونيسيا ملعب صلب 25٬000 دولار قرعة المباريات الفردية والزوجية                                         | هارييت دارت برارثانا ثومباري 4–6، 6–4، [16–18]           | نيشا ليرتبيتاكسينتشاي نودنيدا لوانجنام      | أكيكو أوميا أيكا أوكونو                 | هيرونو واتانابي نودنيدا لوانجنام إريكا سما هارييت دارت                    |
| 25 مايو | غرادو، إيطاليا ملعب ترابي 25٬000 دولار قرعة المباريات الفردية والزوجية                                              | كاتارزينا بيتر 3–6، 0–6                                  | كريستينا شميدلوفا                           | تيريزا مارتينكوفا آن شيفر               | أولغا سايز لارا مارتينا كاريجارو صوفيا شاباتافا فيكتوريا غولوبيتش         |
| 25 مايو | غرادو، إيطاليا ملعب ترابي 25٬000 دولار قرعة المباريات الفردية والزوجية                                              | فيكتوريا غولوبيتش بياتريس حداد مايا 6–3، 6–2             | شارون فيشمان كاتارزينا بيتر                 | تيريزا مارتينكوفا آن شيفر               | أولغا سايز لارا مارتينا كاريجارو صوفيا شاباتافا فيكتوريا غولوبيتش         |
| 25 مايو | موسكو، روسيا ملعب ترابي $25،000 قرعة المباريات الفردية والزوجية                                                     | بولينا فينوغرادوفا 6–7(7–9)، 6–3، 6–1                    | كارولين دانيلز                              | كارين ساركيسوفا ناتيلا دزالاميدزه       | أليونا سوتنيكوفا أولغا فريدمان فالينتينا إيفاخنينكو كاتارزينا كاوا        |
| 25 مايو | موسكو، روسيا ملعب ترابي $25،000 قرعة المباريات الفردية والزوجية                                                     | كارولين دانيلز أليونا سوتنيكوفا 6–2، 7–6(12–10)          | أولغا يانشوك داريا كاساتكينا                | كارين ساركيسوفا ناتيلا دزالاميدزه       | أليونا سوتنيكوفا أولغا فريدمان فالينتينا إيفاخنينكو كاتارزينا كاوا        |
| 25 مايو | إنفوند أوبن ماريبور، سلوفينيا ملعب ترابي $25،000 قرعة المباريات الفردية والزوجية                                    | ماريا سكاري 3–6، 6–2، 6–2                                | ريبيكا بيترسون                              | إيما ميكولشيك دوروتيجا إريتش            | جوليا جاتو مونتيكوني فيكتوريا كان كاتيرينا فانكوفا إيكاترين جورجودزي      |
| 25 مايو | إنفوند أوبن ماريبور، سلوفينيا ملعب ترابي $25،000 قرعة المباريات الفردية والزوجية                                    | إيكاترين جورجودزي ناستجا كولار 6–2، 6–4                  | بترا كرجسوفا كاتيرينا فانكوفا               | إيما ميكولشيك دوروتيجا إريتش            | جوليا جاتو مونتيكوني فيكتوريا كان كاتيرينا فانكوفا إيكاترين جورجودزي      |
| 25 مايو | تشانغوون، كوريا الجنوبية ملعب صلب $25،000 قرعة المباريات الفردية والزوجية                                           | كريستي آهن 6–3، 3–2، اعتزال                              | لي يي را                                    | ناو هيبينو لي سو را                     | هان نا لاي لي يا شوان هان سونغ هي مانا أيوكاوا                            |
| 25 مايو | تشانغوون، كوريا الجنوبية ملعب صلب $25،000 قرعة المباريات الفردية والزوجية                                           | هان نا لاي يو مي 6–3، 6–1                                | مانا أيوكاوا ماكوتو نينوميا                 | ناو هيبينو لي سو را                     | هان نا لاي لي يا شوان هان سونغ هي مانا أيوكاوا                            |
| 25 مايو | بول، كرواتيا ملعب ترابي $10،000 قرعة المباريات الفردية والزوجية                                                     | تينا لوكاس 6–4، 4–6، 6–3                                 | نينا أليباليتش                              | سالي بيرز جولييتا إستابل                | سزابينا سزلافيكوفيكس إيليسيا فانلانغيندونك إيفا بريموراك دانا كريمر       |
| 25 مايو | بول، كرواتيا ملعب ترابي $10،000 قرعة المباريات الفردية والزوجية                                                     | تينا لوكاس إيفا بريموراك 4–6، 6–1، [10–7]                | ماريا فرناندا ألفيس أيلين كريسبو أزكونزابال | سالي بيرز جولييتا إستابل                | سزابينا سزلافيكوفيكس إيليسيا فانلانغيندونك إيفا بريموراك دانا كريمر       |
| 25 مايو | شرم الشيخ، مصر ملعب صلب $10،000 قرعة المباريات الفردية والزوجية                                                     | جاكلين كاباج أواد 4–6، 6–1، 6–3                          | أليس ماتيوكسي                               | ديسبينا باباميتشايل علا أبو ذكري        | كسينيا دميترييفا إيليني كوردولاييمي ألينا ميخييفا لورا ديجمان             |
| 25 مايو | شرم الشيخ، مصر ملعب صلب $10،000 قرعة المباريات الفردية والزوجية                                                     | أليس ماتيوكسي ديسبينا باباميتشايل 6–3، 6–4               | إيلينا تودورا كادر إيليني كوردولاييمي       | ديسبينا باباميتشايل علا أبو ذكري        | كسينيا دميترييفا إيليني كوردولاييمي ألينا ميخييفا لورا ديجمان             |
| 25 مايو | غالاتس، رومانيا ملعب ترابي $10،000 قرعة المباريات الفردية والزوجية                                                  | فاني ستولار 2–6، 6–4، 7–5                                | جورجيا كراشيون                              | غابرييلا تالابا آنا ريموندينا           | إيلونا جيورجيانا جيورواي إيرينا فيتيكاو كارولين روميو أناستازيا فدوفينكو  |
| 25 مايو | غالاتس، رومانيا ملعب ترابي $10،000 قرعة المباريات الفردية والزوجية                                                  | دانييلا تشيوبانو ألكساندرا بيربر 6–2، 3–6، [12–10]       | شارلوت كلاسين آنا ريموندينا                 | غابرييلا تالابا آنا ريموندينا           | إيلونا جيورجيانا جيورواي إيرينا فيتيكاو كارولين روميو أناستازيا فدوفينكو  |
| 25 مايو | بانكوك، تايلاند ملعب صلب 10،000 دولار قرعة المباريات الفردية والزوجية                                               | بونيواي ثامشايوات 6–7(4–7)، 6–3، تقاعد.                  | نونجنادا واناسوك                            | شو تشينغ ون جانغ يوكين                  | يلينا ستويانوفيتش بلوبروغ بليبوك تاماشان مومكونتود زوي هايفز              |
| 25 مايو | بانكوك، تايلاند ملعب صلب 10،000 دولار قرعة المباريات الفردية والزوجية                                               | شو تشينغ ون نونجنادا واناسوك 4–6، 7–6(7–4)، [10–3]       | كامونوان بوايام كيم دابين                   | شو تشينغ ون جانغ يوكين                  | يلينا ستويانوفيتش بلوبروغ بليبوك تاماشان مومكونتود زوي هايفز              |
| 25 مايو | أنطاليا، تركيا ملعب صلب 10،000 دولار قرعة المباريات الفردية والزوجية                                                | ايرينا ماريا بارا 6–7(2–7)، 6–1، 6–0                     | ماريا فرناندا ألفاريز تيران                 | ماريا مارتينيز مارتينيز ليزا ماتفيينكو  | شانيل سيموندز سيرا شيميزو فرانشيسكا بالمجيانو كارلا تولي                  |
| 25 مايو | أنطاليا، تركيا ملعب صلب 10،000 دولار قرعة المباريات الفردية والزوجية                                                | فرانشيسكا بالمجيانو كارلا تولي 6–4، 6–0                  | ايرينا ماريا بارا تيا فابر                  | ماريا مارتينيز مارتينيز ليزا ماتفيينكو  | شانيل سيموندز سيرا شيميزو فرانشيسكا بالمجيانو كارلا تولي                  |

### يونيو
| الأسبوع  | البطولة | الفائزات                                                          | الوصيفات                                     | المتأهلات لنصف النهائي                          | المتأهلات لربع النهائي                                                         |
| -------- | --- | ----------------------------------------------------------------- | -------------------------------------------- | ----------------------------------------------- | ------------------------------------------------------------------------------ |
| 1 يونيو  | بطولة Open Féminin de Marseille مارسيليا، فرنسا ملعب ترابي $100،000 Singles – Doubles                          | مونيكا نيكوليسكو 6–2، 7–5                                         | بولين بارمنتييه                              | كاترينا بوندارينكو ماريانا دوكي                 | كلوي باكيوت بولونا هيركوج أناستازيا سيفاستوفا دينيسا أليرتوفا                  |
| 1 يونيو  | بطولة Open Féminin de Marseille مارسيليا، فرنسا ملعب ترابي $100،000 Singles – Doubles                          | تاتيانا بوا لورا ثورب 6–3، 3–6، [10–6]                            | نيكول ميليشار مارينا زانيفسكا                | كاترينا بوندارينكو ماريانا دوكي                 | كلوي باكيوت بولونا هيركوج أناستازيا سيفاستوفا دينيسا أليرتوفا                  |
| 1 يونيو  | بطولة Internazionali Femminili di Brescia بريشا، إيطاليا ملعب ترابي $50،000 Singles – Doubles                  | ستيفاني فوجت 7–6(7–3)، 6–4                                        | أندريا غاميز                                 | سارا سوريبس تورمو رومينا أوبراندي               | فيتاليا دياتشينكو كلوديا جيوفين أوليفيا روجوفسكا كريستينا كوكوفا               |
| 1 يونيو  | بطولة Internazionali Femminili di Brescia بريشا، إيطاليا ملعب ترابي $50،000 Singles – Doubles                  | لورا سيجموند ريناتا فوراكوفا 6–2، 6–1                             | ماريا إيروغيين ستيفاني فوجت                  | سارا سوريبس تورمو رومينا أوبراندي               | فيتاليا دياتشينكو كلوديا جيوفين أوليفيا روجوفسكا كريستينا كوكوفا               |
| 1 يونيو  | بطولة إيستبورن إيجون إيستبورن، المملكة المتحدة عشبي 50٬000 دولار أمريكي الفردي – الزوجي                        | أنيت كونتافيت 7–6(7–4)، 7–6(7–2)                                  | آلا كودريافتسيفا                             | ميشيل لارشر دي بريتو جوليا بوسوروب              | Wang Qiang تارا مور أوسيان دودان بترا مارتيتش                                  |
| 1 يونيو  | بطولة إيستبورن إيجون إيستبورن، المملكة المتحدة عشبي 50٬000 دولار أمريكي الفردي – الزوجي                        | شيلبي روجرز Coco Vandeweghe 7–5، 7–6(7–1)                         | جوسلين ري Anna Smith                         | ميشيل لارشر دي بريتو جوليا بوسوروب              | Wang Qiang تارا مور أوسيان دودان بترا مارتيتش                                  |
| 1 يونيو  | أنديجان، أوزبكستان ملعب صلب 25٬000 دولار أمريكي قرعة المباريات الفردية والزوجية                                | باربورا شتيفكوفا 7–5، 6–3                                         | فيرونيكا كوديرميتوفا                         | جوليا تيرزييسكا كسينيا ليكينا                   | فاليريا ستراخوفا أناستاسيا كوماردينا أنكيتا راينا أولغا بوتشكوفا               |
| 1 يونيو  | أنديجان، أوزبكستان ملعب صلب 25٬000 دولار أمريكي قرعة المباريات الفردية والزوجية                                | نيجينا أبدوريموفا هيروكو كواتا 4–6، 7–6(7–5)، [11–9]              | فيرونيكا كوديرميتوفا كسينيا ليكينا           | جوليا تيرزييسكا كسينيا ليكينا                   | فاليريا ستراخوفا أناستاسيا كوماردينا أنكيتا راينا أولغا بوتشكوفا               |
| 1 يونيو  | بول، كرواتيا ملعب ترابي $10،000 قرعة المباريات الفردية والزوجية                                                | إيفا ميكوفيتش 6–3، 6–2                                            | آنا زيا                                      | ديا هردجلاش جايد سوفرين                         | جانكي ويكيرينك إليونور باريير إيفا بريموراك غابرييلا بانتوشكوفا                |
| 1 يونيو  | بول، كرواتيا ملعب ترابي $10،000 قرعة المباريات الفردية والزوجية                                                | ريبيكا ستولمار سزابينا سزلافيكوفيكس 7–6(7–5)، 6–0                 | ديا هردجلاش باربرا كوتليسوفا                 | ديا هردجلاش جايد سوفرين                         | جانكي ويكيرينك إليونور باريير إيفا بريموراك غابرييلا بانتوشكوفا                |
| 1 يونيو  | شرم الشيخ، مصر ملعب صلب $10،000 قرعة المباريات الفردية والزوجية                                                | علا أبو ذكري 6–1، 1–6، 6–3                                        | جاكلين كاباج أود                             | ديسبينا باباميتشايل أليس ماتيوكسي               | إيليني كوردولايمي أولجا باريس أزكويتا ماتيلد ديفيتس إينيس مورتا                |
| 1 يونيو  | شرم الشيخ، مصر ملعب صلب $10،000 قرعة المباريات الفردية والزوجية                                                | أليس ماتيوكسي ديسبينا باباميتشايل 6–1، 6–3                        | غريس ديكسون إيلا ليفو                        | ديسبينا باباميتشايل أليس ماتيوكسي               | إيليني كوردولايمي أولجا باريس أزكويتا ماتيلد ديفيتس إينيس مورتا                |
| 1 يونيو  | رمات غان، إسرائيل ملعب صلب $10،000 قرعة المباريات الفردية والزوجية                                             | لو برويلو 6–3، 2–6، 7–6(8–6)                                      | دينيز خزانيك                                 | أماندين كازو كيرين شلومو                        | عفري لانكري هيلين شولسن كاتارينا هيرنغ كاميلا روساتيلو                         |
| 1 يونيو  | رمات غان، إسرائيل ملعب صلب $10،000 قرعة المباريات الفردية والزوجية                                             | فاليريا باتيوك كيرين شلومو 6–4، 6–2                               | عفري لانكري ألونا بوشكاريفسكي                | أماندين كازو كيرين شلومو                        | عفري لانكري هيلين شولسن كاتارينا هيرنغ كاميلا روساتيلو                         |
| 1 يونيو  | أرياكي، اليابان ملعب صلب $10،000 قرعة المباريات الفردية والزوجية                                               | ريسا أوشيجيما 6–3، 6–4                                            | فوجسلافا لوكيتش                              | شيهو أكيتا كاناي هيسامي                         | يوكا هيغوتشي ميزونو كيجيما ميكي ميامرا توري كينارد                             |
| 1 يونيو  | أرياكي، اليابان ملعب صلب $10،000 قرعة المباريات الفردية والزوجية                                               | كاناي هيسامي كوتومي تاكاهاتا 6–4، 6–4                             | يوكي تشيانغ نوزومي فوجيوكا                   | شيهو أكيتا كاناي هيسامي                         | يوكا هيغوتشي ميزونو كيجيما ميكي ميامرا توري كينارد                             |
| 1 يونيو  | مانزينيلو، المكسيك ملعب صلب $10،000 قرعة المباريات الفردية والزوجية                                            | جوليانا أولموس 4–6، 7–6(7–5)، 6–0                                 | فرناندا بريتو                                | فرانشيسكا سيجاريلي أناستاسيا يفغينيفنا نيفيدوفا | آمي زو باربارا غاتيكا دانييلا موراليس بيكمان فيرونيكا ميروشنيتشينكو            |
| 1 يونيو  | مانزينيلو، المكسيك ملعب صلب $10،000 قرعة المباريات الفردية والزوجية                                            | كارولينا بيتانكورت ستيفي كاروثرز 6–3، 6–3                         | تورنادو أليسا بلاك داشا إيفانوفا             | فرانشيسكا سيجاريلي أناستاسيا يفغينيفنا نيفيدوفا | آمي زو باربارا غاتيكا دانييلا موراليس بيكمان فيرونيكا ميروشنيتشينكو            |
| 1 يونيو  | غالاتس، رومانيا ملعب ترابي 10،000 دولار قرعة المباريات الفردية والزوجية                                        | ديانا بوزيان 6–3، 4–6، 6–3                                        | إيرينا ماريا بارا                            | كريستينا دينو آنا ريموندينا                     | أندريا بريساكاريو أناستازيا فدوفينكو كريستينا إيني ديا إفتيموفا                |
| 1 يونيو  | غالاتس، رومانيا ملعب ترابي 10،000 دولار قرعة المباريات الفردية والزوجية                                        | أنا جورجيتا سيميون غابرييلا تلابا 4–6، 7–5، [10–8]                | دانييلا تشوبانو كاميليا هريستيا              | كريستينا دينو آنا ريموندينا                     | أندريا بريساكاريو أناستازيا فدوفينكو كريستينا إيني ديا إفتيموفا                |
| 1 يونيو  | قازان، روسيا ملعب صلب 10،000 دولار قرعة المباريات الفردية والزوجية                                             | داريا ميرونوفا 5–7، 6–0، 7–6(7–5)                                 | أناستازيا فرولوفا                            | إيكاترينا ياشينا أنجلينا زورافليفا              | يانا سيزيكوفا رالينا كليمولينا فاليريا ديمينوفا ماريا كونونوفا                 |
| 1 يونيو  | قازان، روسيا ملعب صلب 10،000 دولار قرعة المباريات الفردية والزوجية                                             | أناستازيا فرولوفا يانا سيزيكوفا 6–2، 6–3                          | عايدة كليمولينا إيكاترينا ياشينا             | إيكاترينا ياشينا أنجلينا زورافليفا              | يانا سيزيكوفا رالينا كليمولينا فاليريا ديمينوفا ماريا كونونوفا                 |
| 1 يونيو  | مدريد، إسبانيا ملعب ترابي $10،000 قرعة المباريات الفردية والزوجية                                              | أولغا سايز لارا 6–4، 6–0                                          | إستريلا كابيزا كانديلا                       | كريستينا سانشيز كوينتانار ألكسندرا نانكاروف     | روكيو دي لا توري سانشيز ناتاليا سيرانو غارسيا تيس سونيو كارولينا ألفيس         |
| 1 يونيو  | مدريد، إسبانيا ملعب ترابي $10،000 قرعة المباريات الفردية والزوجية                                              | إستريلا كابيزا كانديلا كريستينا سانشيز كوينتانار 4–6، 6–4، [10–7] | سيلفيا غارسيا خيمينيز أولغا سايز لارا        | كريستينا سانشيز كوينتانار ألكسندرا نانكاروف     | روكيو دي لا توري سانشيز ناتاليا سيرانو غارسيا تيس سونيو كارولينا ألفيس         |
| 1 يونيو  | بانكوك، تايلاند ملعب صلب $10،000 قرعة المباريات الفردية والزوجية                                               | كامونوان بوايام 6–4، 6–3                                          | نيكول كولي                                   | نيشا ليرتبيتاكسينتشاي بيا سومالينين             | تاماشان مومكونثود بلوبورنغ بليبويش ليزيت كابريرا باتشارين تشيبشينديج           |
| 1 يونيو  | بانكوك، تايلاند ملعب صلب $10،000 قرعة المباريات الفردية والزوجية                                               | فاطمة النبهاني نونجنادا واناسوك 6–3، 7–5                          | كامونوان بوايام كيم دابين                    | نيشا ليرتبيتاكسينتشاي بيا سومالينين             | تاماشان مومكونثود بلوبورنغ بليبويش ليزيت كابريرا باتشارين تشيبشينديج           |
| 1 يونيو  | أضنة، تركيا ملعب صلب $10،000 قرعة المباريات الفردية والزوجية                                                   | أيلا أكسو 3–6، 6–3، 7–6(7–3)                                      | كارلا تولي                                   | ميليس سيزر أنيتا حسينريتش                       | ماريا فرناندا ألفاريز تيران بيرفو جنكيز إيما فلود كسينيا ألكان                 |
| 1 يونيو  | أضنة، تركيا ملعب صلب $10،000 قرعة المباريات الفردية والزوجية                                                   | أيلا أكسو ميليس سيزر 6–1، 6–3                                     | جيمري أنيل فاسيليسا أبوناسينكو               | ميليس سيزر أنيتا حسينريتش                       | ماريا فرناندا ألفاريز تيران بيرفو جنكيز إيما فلود كسينيا ألكان                 |
| 1 يونيو  | بيتاني بيتش، الولايات المتحدة ملعب ترابي $10،000 قرعة المباريات الفردية والزوجية                               | سونيا مولنار 6–1، 7–5                                             | أليكس غراهام                                 | نيكول فرنكل جاكلين كاكو                         | إيلين بيريز بيترا جانوسكوفا إليزابيث بروفيت ألكسندرا سيركون                    |
| 1 يونيو  | بيتاني بيتش، الولايات المتحدة ملعب ترابي $10،000 قرعة المباريات الفردية والزوجية                               | صوفي تشانغ آندي دانييل 6–4، 6–1                                   | إيلين بيريز بليندا وولكوك                    | نيكول فرنكل جاكلين كاكو                         | إيلين بيريز بيترا جانوسكوفا إليزابيث بروفيت ألكسندرا سيركون                    |
| 8 يونيو  | بطولة إيجون ساربِيتون ساربِيتون، المملكة المتحدة عشبي $50،000 فردي – زوجي                                        | فيتاليا دياتشينكو 7–6(7–5)، 6–0                                   | نعومي أوساكا                                 | نايومي برودي أنيت كونتافيت                      | تاميرا باسيك أماندا كاريراس جورجينا غارسيا بيريز هيش سو وي                     |
| 8 يونيو  | بطولة إيجون ساربِيتون ساربِيتون، المملكة المتحدة عشبي $50،000 فردي – زوجي                                        | ليودميلا كيتشينوك زينيا كنول 7–6(8–6)، 6–3                        | تارا مور نيكولا سلاتر                        | نايومي برودي أنيت كونتافيت                      | تاميرا باسيك أماندا كاريراس جورجينا غارسيا بيريز هيش سو وي                     |
| 8 يونيو  | مينسك، بيلاروس ملعب ترابي $25،000 قرعة المباريات الفردية والزوجية                                              | داريا كاساتكينا 4–3، انسحاب                                       | جانا بوزنيخيرينكو                            | ليدزيا ماروزافا أناستازيا بيفوفاروفا            | أرينا سابالينكا سفِيتلانا بيراژينكا إيرينا خروماتشيفا يوڤانا جاكشيتش            |
| 8 يونيو  | مينسك، بيلاروس ملعب ترابي $25،000 قرعة المباريات الفردية والزوجية                                              | فالنتينا إيفاخنينكو بولينا مونوفا 4–6، 6–0، [12–10]               | أولجا يانشوك داريا كاساتكينا                 | ليدزيا ماروزافا أناستازيا بيفوفاروفا            | أرينا سابالينكا سفِيتلانا بيراژينكا إيرينا خروماتشيفا يوڤانا جاكشيتش            |
| 8 يونيو  | إسن (ألمانيا)، ألمانيا ملعب ترابي $25،000 قرعة المباريات الفردية والزوجية                                      | بولين بارمنتييه 3–6، 7–6(7–4)، 6–3                                | فيكتوريا غولوبيتش                            | كاترينا فانكوفا مارتينا بوريتسكا                | برناردا بيرا أليز ليم سوزان سيليك إيكاترينا ألكسندروفا                         |
| 8 يونيو  | إسن (ألمانيا)، ألمانيا ملعب ترابي $25،000 قرعة المباريات الفردية والزوجية                                      | نيكولا جوير فيكتوريا غولوبيتش 6–3، 6–3                            | كارولين دانيلز أنطونيا لوتنير                | كاترينا فانكوفا مارتينا بوريتسكا                | برناردا بيرا أليز ليم سوزان سيليك إيكاترينا ألكسندروفا                         |
| 8 يونيو  | باذوة، إيطاليا ملعب ترابي $25،000 قرعة المباريات الفردية والزوجية                                              | باولا أورمايتشيا 6–3، 6–4                                         | ريكا-لوكا ياني                               | جيل تيخمان غابرييلا سي                          | بيترا أوبيرالوفا آلي كيك مارسيلا زكرياس أوليفيا روجوفسكا                       |
| 8 يونيو  | باذوة، إيطاليا ملعب ترابي $25،000 قرعة المباريات الفردية والزوجية                                              | ماريا إيروغيين باربورا كرجتشيكوفا 6–4، 6–2                        | ريكا-لوكا ياني باولا أورمايتشيا              | جيل تيخمان غابرييلا سي                          | بيترا أوبيرالوفا آلي كيك مارسيلا زكرياس أوليفيا روجوفسكا                       |
| 8 يونيو  | كاشيوا (تشيبا)، اليابان ملعب صلب $25،000 قرعة المباريات الفردية والزوجية                                       | إريكا سما 6–4، 6–4                                                | ريكو ساواياناجي                              | شو تشينغ ون ميابي إينوي                         | كيوكا أوكامورا أكيكو أوماي أياكا أوكونو ماي مينوكوشي                           |
| 8 يونيو  | كاشيوا (تشيبا)، اليابان ملعب صلب $25،000 قرعة المباريات الفردية والزوجية                                       | ميو كاتو أكيكو أوماي 6–2، 5–7، [10–8]                             | مانا أيوكاوا ماكوتو نينوميا                  | شو تشينغ ون ميابي إينوي                         | كيوكا أوكامورا أكيكو أوماي أياكا أوكونو ماي مينوكوشي                           |
| 8 يونيو  | غالاتس، رومانيا ملعب ترابي $25،000 قرعة المباريات الفردية والزوجية                                             | ألكسندرا كادانتسو 6–4، 6–7(2–7)، 6–3                              | كريستينا دينو                                | جوليا جاتو مونتيكوني لينا غيورشيسكا             | باتريسيا ماريا تيغ آن شيفر باتريسيا ماير أخلايتنر إيرينا ماريا بارا            |
| 8 يونيو  | غالاتس، رومانيا ملعب ترابي $25،000 قرعة المباريات الفردية والزوجية                                             | كريستينا دينو لينا غيورشيسكا 6–4، 6–2                             | إيرينا ماريا بارا ديانا بوزيان               | جوليا جاتو مونتيكوني لينا غيورشيسكا             | باتريسيا ماريا تيغ آن شيفر باتريسيا ماير أخلايتنر إيرينا ماريا بارا            |
| 8 يونيو  | غويانغ، كوريا الجنوبية ملعب صلب $25،000 قرعة المباريات الفردية والزوجية                                        | لي سو را 6–4، 3–6، 6–4                                            | ريسا أوزاكي                                  | تشانغ كاي تشن تشوي جي هي                        | كريستي آهن شون فانيينغ هان نا-لاي هونغ هيون-هوي                                |
| 8 يونيو  | غويانغ، كوريا الجنوبية ملعب صلب $25،000 قرعة المباريات الفردية والزوجية                                        | هان نا-لاي يو مي 6–1، 7–5                                         | ليو تشانغ لو جياجينغ                         | تشانغ كاي تشن تشوي جي هي                        | كريستي آهن شون فانيينغ هان نا-لاي هونغ هيون-هوي                                |
| 8 يونيو  | نمنكان، أوزبكستان ملعب صلب $25،000 قرعة المباريات الفردية والزوجية                                             | نيجينا أبدوريموفا 7–6(7–3)، 6–2                                   | أناستاسيا كوماردينا                          | سابينا شاريبوفا ناديا كيتشينوك                  | هيروكو كواتا جوليا تيرزيسكا أكجول أمانمورادوف آنا مورجينا                      |
| 8 يونيو  | نمنكان، أوزبكستان ملعب صلب $25،000 قرعة المباريات الفردية والزوجية                                             | أناستاسيا كوماردينا جوليا تيرزيسكا 7–6(7–2)، 7–5                  | فيرونيكا كوديرميتوفا كسينيا ليكينا           | سابينا شاريبوفا ناديا كيتشينوك                  | هيروكو كواتا جوليا تيرزيسكا أكجول أمانمورادوف آنا مورجينا                      |
| 8 يونيو  | بانيا لوكا، البوسنة والهرسك ملعب ترابي $10،000 قرعة المباريات الفردية والزوجية                                 | تمارا زيدانسيك 6–4، 2–6، 7–5                                      | مارينا كاتشار                                | نينا بوتوشنيك ناتالي بورس                       | فيكتوريا توموفا جاسمينا تينجيتش أنيتا هوساريك بويانا مارينكوفيتش               |
| 8 يونيو  | بانيا لوكا، البوسنة والهرسك ملعب ترابي $10،000 قرعة المباريات الفردية والزوجية                                 | أنيتا هوساريك ليتيسيا سرازين 6–2، 6–0                             | نيكولينا يوفيتش جاسمينا تينجيتش              | نينا بوتوشنيك ناتالي بورس                       | فيكتوريا توموفا جاسمينا تينجيتش أنيتا هوساريك بويانا مارينكوفيتش               |
| 8 يونيو  | آنينغ، الصين ملعب ترابي $10،000 قرعة المباريات الفردية والزوجية                                                | غاو زيني 6–0، 6–4                                                 | جاو دي                                       | يو إكسياودي صن شولي                             | سوجانيا بابيساتي كانغ جياكي مو شونا زانغ يوكون                                 |
| 8 يونيو  | آنينغ، الصين ملعب ترابي $10،000 قرعة المباريات الفردية والزوجية                                                | سوجانيا بابيساتي زهو آيوين 7–6(10–8)، 0–6، [10–7]                 | غاي آو شينغ يوكي                             | يو إكسياودي صن شولي                             | سوجانيا بابيساتي كانغ جياكي مو شونا زانغ يوكون                                 |
| 8 يونيو  | بول، كرواتيا ملعب ترابي $10،000 قرعة المباريات الفردية والزوجية                                                | جابرييلا بانتوشكوفا 6–3، 6–2                                      | سالي بيرز                                    | ناتاليا سيدليسكا أغنيس بوكطا                    | مارين بارتو آنا شكودون ديا هردجلاش جاننيك ويكيرينك                             |
| 8 يونيو  | بول، كرواتيا ملعب ترابي $10،000 قرعة المباريات الفردية والزوجية                                                | أغنيس بوكطا إيفجينيا باشكوفا انسحاب                               | ليف غورتيز جاننيك ويكيرينك                   | ناتاليا سيدليسكا أغنيس بوكطا                    | مارين بارتو آنا شكودون ديا هردجلاش جاننيك ويكيرينك                             |
| 8 يونيو  | شرم الشيخ، مصر ملعب صلب $10،000 قرعة المباريات الفردية والزوجية                                                | أليس ماتيوكسي 6–4، 6–2                                            | سارة توميتش                                  | زوزانا ماسيجيفسكا ريشيكا سانكارا                | إينيس مورتا مارتينا برادوفا كريستينا آداميسكو جيني كلافي                       |
| 8 يونيو  | شرم الشيخ، مصر ملعب صلب $10،000 قرعة المباريات الفردية والزوجية                                                | أولجا باريس أزكويتا برارثانا ثومبار 6–4، 6–2                      | جيني كلافي إينيس مورتا                       | زوزانا ماسيجيفسكا ريشيكا سانكارا                | إينيس مورتا مارتينا برادوفا كريستينا آداميسكو جيني كلافي                       |
| 8 يونيو  | رمات جان، إسرائيل ملعب صلب $10،000 قرعة المباريات الفردية والزوجية                                             | دنيز خازانيك 7–5، 6–0                                             | أفري لانكري                                  | ألونا بوشكاريفسكي هيلين شولسين                  | كاميلا روزاتيللو فيرونيكا ستوتيكا ليوني كونغ لو بروليو                         |
| 8 يونيو  | رمات جان، إسرائيل ملعب صلب $10،000 قرعة المباريات الفردية والزوجية                                             | أفري لانكري ألونا بوشكاريفسكي 6–3، 6–4                            | فاليريا باتيوك كيرين شلومو                   | ألونا بوشكاريفسكي هيلين شولسين                  | كاميلا روزاتيللو فيرونيكا ستوتيكا ليوني كونغ لو بروليو                         |
| 8 يونيو  | أنتاناناريفو، مدغشقر ملعب ترابي $10،000 قرعة المباريات الفردية والزوجية                                        | ليلا بارزو 7–5، 6–2                                               | جايدا دانيال                                 | ياسمين جبوي مادري لو رو                         | ميمي فوتوبولوس فيونا كودينو سيمران كور سيتهي كارينا فندتي                      |
| 8 يونيو  | أنتاناناريفو، مدغشقر ملعب ترابي $10،000 قرعة المباريات الفردية والزوجية                                        | ساندرا أندرياماروسوا زاراه رزافيمهترترا 6–3، 6–2                  | مادري لو رو لينيكس ثيرون                     | ياسمين جبوي مادري لو رو                         | ميمي فوتوبولوس فيونا كودينو سيمران كور سيتهي كارينا فندتي                      |
| 8 يونيو  | مانزانيلو، المكسيك ملعب صلب $10،000 قرعة المباريات الفردية والزوجية                                            | جوليانا أولموس 6–1، 6–2                                           | جايا سانيسي                                  | فرناندا بريتو كاميلا جيانجريكو كامبيز           | داشا إيفانوفا ستيفي كار ذورز فيرونيكا ميروشنيتشينكو نزاري أوربينا              |
| 8 يونيو  | مانزانيلو، المكسيك ملعب صلب $10،000 قرعة المباريات الفردية والزوجية                                            | كاميلا فوينتيس فرانشيسكا سيجاريلي 2–6، 6–4، [10–5]                | كونستانزا جورجز جوليانا أولموس               | فرناندا بريتو كاميلا جيانجريكو كامبيز           | داشا إيفانوفا ستيفي كار ذورز فيرونيكا ميروشنيتشينكو نزاري أوربينا              |
| 8 يونيو  | مدريد، إسبانيا ملعب ترابي $10،000 قرعة المباريات الفردية والزوجية                                              | أليونا بولسوفا زادوينوف 7–5، 3–6، 6–4                             | لوسيا سيرفيرا فاسكيز                         | إستريلا كابيزا كانديلا روثيو دي لا تور سانشيز   | تيس سوجنو إلين بوكيينز مارتا سيكسيميلو باسكوال كريستينا بوكشا                  |
| 8 يونيو  | مدريد، إسبانيا ملعب ترابي $10،000 قرعة المباريات الفردية والزوجية                                              | إلين بوكيينز ستيفي ديستلمانز 6–3، 7–6(7–4)                        | أليونا بولسوفا زادوينوف لوسيا سيرفيرا فاسكيز | إستريلا كابيزا كانديلا روثيو دي لا تور سانشيز   | تيس سوجنو إلين بوكيينز مارتا سيكسيميلو باسكوال كريستينا بوكشا                  |
| 8 يونيو  | أضنة، تركيا ملعب ترابي $10،000 قرعة المباريات الفردية والزوجية                                                 | ليزا سابينو 6–2، 6–1                                              | لينكا وينروفا                                | مارغو ييروليموس بيرفو جينجيز                    | أيلا أكسو أنيت مونوزوفا ميرابيل نجوزي جوليا ستاماتوفا                          |
| 8 يونيو  | أضنة، تركيا ملعب ترابي $10،000 قرعة المباريات الفردية والزوجية                                                 | أيلا أكسو ميليس سيزر 7–6(7–5)، 4–6، [3–10]                        | إيما فلود أنيت مونوزوفا                      | مارغو ييروليموس بيرفو جينجيز                    | أيلا أكسو أنيت مونوزوفا ميرابيل نجوزي جوليا ستاماتوفا                          |
| 8 يونيو  | شارلوت، الولايات المتحدة ملعب ترابي $10،000 قرعة المباريات الفردية والزوجية                                    | كارولين برايس 6–2، 3–6، 3–6                                       | لورين هيرنغ                                  | كورتني كيجان ألكسندرا مولر                      | كايلا داي كارلا لوسيرو ريناتا زارازوا Sophie Chang                             |
| 8 يونيو  | شارلوت، الولايات المتحدة ملعب ترابي $10،000 قرعة المباريات الفردية والزوجية                                    | ماريا فرناندا ألفيس ريناتا زارازوا 4–6، 7–6(8–6)، [8–10]          | لورين هيرنغ إيلين بيريز                      | كورتني كيجان ألكسندرا مولر                      | كايلا داي كارلا لوسيرو ريناتا زارازوا Sophie Chang                             |
| 15 يونيو | Open Montpellier Méditerranée Métropole Hérault مونبلييه، فرنسا ملعب ترابي $50،000+H Singles – Doubles         | لورديس دومينغيز لينو 6–4، 6–3                                     | سيلفيا سولير إسبينوزا                        | ريتشل هوجينكامب لورا سيجموند                    | كيكي بيرتينس كونستانس سيبيل بولين بارمنتييه ناتاليا فيكليانتسيفا               |
| 15 يونيو | Open Montpellier Méditerranée Métropole Hérault مونبلييه، فرنسا ملعب ترابي $50،000+H Singles – Doubles         | ماريا إيروغيين باربورا كرجتشيكوفا 6–4، 6–2                        | لورا سيجموند ريناتا فوراكوفا                 | ريتشل هوجينكامب لورا سيجموند                    | كيكي بيرتينس كونستانس سيبيل بولين بارمنتييه ناتاليا فيكليانتسيفا               |
| 15 يونيو | Aegon Ilkley Trophy إيلكلي، المملكة المتحدة عشب $50،000 Singles – Doubles                                      | آنا لينا فريدسام 5–7، 6–3، 6–1                                    | ماجدا لينيت                                  | أنيت كونتافيت Denisa Allertová                  | آنيكا بيك وانغ يافان وانغ كيانغ تاميرا باسيك                                   |
| 15 يونيو | Aegon Ilkley Trophy إيلكلي، المملكة المتحدة عشب $50،000 Singles – Doubles                                      | رالوكا أولارو شو يفيان 6–3، 6–4                                   | أن صوفي ميستاتش ديمي شورس                    | أنيت كونتافيت Denisa Allertová                  | آنيكا بيك وانغ يافان وانغ كيانغ تاميرا باسيك                                   |
| 15 يونيو | مينسك، بيلاروس ملعب ترابي $25،000 قرعة المباريات الفردية والزوجية                                              | داريا كاساتكينا 6–1، 6–1                                          | إيرينا شيمانوفيتش                            | ماريا سكاري يوڤانا ياكشيتش                      | أناستازيا بيفوفاروفا غانا بوزنيخيرينكو كارين ساركيسوفا أناستازيا سيفاستوفا     |
| 15 يونيو | مينسك، بيلاروس ملعب ترابي $25،000 قرعة المباريات الفردية والزوجية                                              | فالنتينا إيفاخنينكو إيرينا خروماتشيفا 6–3، 6–0                    | بيمرا أوزجن أناستاسيا فاسيليفا               | ماريا سكاري يوڤانا ياكشيتش                      | أناستازيا بيفوفاروفا غانا بوزنيخيرينكو كارين ساركيسوفا أناستازيا سيفاستوفا     |
| 15 يونيو | إنتشون، كوريا الجنوبية ملعب صلب $25،000 قرعة المباريات الفردية والزوجية                                        | ريسا أوزاكي 5–7، 7–6(7–4)، 6–3                                    | ليو تشانغ                                    | تشانغ كاي تشن هان زينيون                        | لي يا-هسوان لو جياجينغ نودنيدا لوانجنام كيوكا أوكامورا                         |
| 15 يونيو | إنتشون، كوريا الجنوبية ملعب صلب $25،000 قرعة المباريات الفردية والزوجية                                        | ميو كاتو كوتومي تاكاتا 4–6، 6–3، [10–7]                           | تشوي جي-هي كيم نا ري                         | تشانغ كاي تشن هان زينيون                        | لي يا-هسوان لو جياجينغ نودنيدا لوانجنام كيوكا أوكامورا                         |
| 15 يونيو | يستاد، السويد ملعب ترابي $25،000 قرعة المباريات الفردية والزوجية                                               | ريبيكا بيترسون 6–2، 6–1                                           | ماتيلد يوهانسون                              | زينيا كنول سيندي برغر                           | ديا إفتيموفا فيونا فيرو ماري بينوا تمارا كورباتش                               |
| 15 يونيو | يستاد، السويد ملعب ترابي $25،000 قرعة المباريات الفردية والزوجية                                               | زينيا كنول كورنيليا ليستر 7–5، 7–6(7–5)                           | كوني بيرين شانيل سيموندز                     | زينيا كنول سيندي برغر                           | ديا إفتيموفا فيونا فيرو ماري بينوا تمارا كورباتش                               |
| 15 يونيو | سمتر، الولايات المتحدة ملعب صلب $25،000 قرعة المباريات الفردية والزوجية                                        | مايو هيبي 6–4، 3–6، 6–4                                           | لورين إمبري                                  | كارول تشاو جينيفر برادي                         | يان أبازا دانييل لاو ماري أوساكا سناز ماراند                                   |
| 15 يونيو | سمتر، الولايات المتحدة ملعب صلب $25،000 قرعة المباريات الفردية والزوجية                                        | ألكسندرا مولر أشلي وينهولد 5–7، 7–5، [10–6]                       | جاكلين كاكو دانييل لاو                       | كارول تشاو جينيفر برادي                         | يان أبازا دانييل لاو ماري أوساكا سناز ماراند                                   |
| 15 يونيو | فرغانة تشالنجر فرغانة، أوزبكستان ملعب صلب $25،000 قرعة المباريات الفردية والزوجية                              | أناستاسيا كوماردينا 6–2، 1–6، 6–4                                 | سابينا شاريبوفا                              | هيروكو كواتا تادجا ماجريتش                      | ناتاشا بالها فاليريا ستراخوفا فيرونيكا كوديرميتوفا مارغاريتا لازاريفا          |
| 15 يونيو | فرغانة تشالنجر فرغانة، أوزبكستان ملعب صلب $25،000 قرعة المباريات الفردية والزوجية                              | شارمادا بالو تادجا ماجريتش 7–5، 6–3                               | فلادا إكشيباروفا ناتاشا بالها                | هيروكو كواتا تادجا ماجريتش                      | ناتاشا بالها فاليريا ستراخوفا فيرونيكا كوديرميتوفا مارغاريتا لازاريفا          |
| 15 يونيو | برشيروف، جمهورية التشيك ملعب ترابي $15،000 قرعة المباريات الفردية والزوجية                                     | ماركيتا فوندروسوفا 1–6، 4–6                                       | إيكاترينا ألكسندروفا                         | جيسيكا ماليشكوفا بيترا أوبرالوفا                | ريكا-لوكسا جاني كاثينكا فون ديكمان باربارا هاس بولينا ليكينا                   |
| 15 يونيو | برشيروف، جمهورية التشيك ملعب ترابي $15،000 قرعة المباريات الفردية والزوجية                                     | ميريام كولودجيجوفا ماركيتا فوندروسوفا 4–6، 1–6                    | مارتينا بوريتسكا جيسيكا ماليشكوفا            | جيسيكا ماليشكوفا بيترا أوبرالوفا                | ريكا-لوكسا جاني كاثينكا فون ديكمان باربارا هاس بولينا ليكينا                   |
| 15 يونيو | فيكتوريا، كندا ملعب صلب (داخلي) $10،000 قرعة المباريات الفردية والزوجية                                        | غيل برودسكي 6–3، 2–6، 6–7(3–7)                                    | نعومي توتكا                                  | كريستينا سميث روزي يوهانسون                     | لورين شيبيه ستايسي فونغ مليكة روز كارينا فيرلان                                |
| 15 يونيو | فيكتوريا، كندا ملعب صلب (داخلي) $10،000 قرعة المباريات الفردية والزوجية                                        | روزي يوهانسون دانييلا سيلفا 3–6، 2–6                              | جوانا سميث كريستينا سميث                     | كريستينا سميث روزي يوهانسون                     | لورين شيبيه ستايسي فونغ مليكة روز كارينا فيرلان                                |
| 15 يونيو | آنينغ، الصين ملعب ترابي $10،000 قرعة المباريات الفردية والزوجية                                                | يو شياودي 5–7، 3–6                                                | سووينيا بافيسيتي                             | كانغ جياكي سون شيوليو                           | جاو شينيو جاو دي قوو هانيو جاي آو                                              |
| 15 يونيو | آنينغ، الصين ملعب ترابي $10،000 قرعة المباريات الفردية والزوجية                                                | جاو شينيو جانغ يينغ 4–6، 2–6                                      | لي ييهونغ تانغ تشيان هوي                     | كانغ جياكي سون شيوليو                           | جاو شينيو جاو دي قوو هانيو جاي آو                                              |
| 15 يونيو | شرم الشيخ، مصر ملعب صلب $10،000 قرعة المباريات الفردية والزوجية                                                | سارا توميك 6–4، 6–1                                               | إيفا واكانو                                  | سري بيدي ريدي ريشيكا سانكارا                    | جيني كلافي مارتينا بريادوفا أولغا باريس أسكويتا سوزان بانديتشي                 |
| 15 يونيو | شرم الشيخ، مصر ملعب صلب $10،000 قرعة المباريات الفردية والزوجية                                                | ريشيكا سانكارا إيفا واكانو 6–1، 6–1                               | أولغا باريس أسكويتا برارثانا ثومبار          | سري بيدي ريدي ريشيكا سانكارا                    | جيني كلافي مارتينا بريادوفا أولغا باريس أسكويتا سوزان بانديتشي                 |
| 15 يونيو | تلاوي، جورجيا ملعب ترابي $10،000 قرعة المباريات الفردية والزوجية                                               | كاتارينا زافاتسكا 6–1، 7–5                                        | جولي رازافيندرانالي                          | تيناتين كافلاشفيلي أدليا زابيروفا               | آنا شانييدزه أنجيلا ليويرز ماريانا ناتالي أوجيني شابيل                         |
| 15 يونيو | تلاوي، جورجيا ملعب ترابي $10،000 قرعة المباريات الفردية والزوجية                                               | ماريام بولكفادزه تيناتين كافلاشفيلي 6–4، 7–5                      | ماريانا ناتالي سيرا شيميزو                   | تيناتين كافلاشفيلي أدليا زابيروفا               | آنا شانييدزه أنجيلا ليويرز ماريانا ناتالي أوجيني شابيل                         |
| 15 يونيو | غراند باي، موريشيوس ملعب صلب $10،000 قرعة المباريات الفردية والزوجية                                           | ماري بوزكوفا 3–6، 4–3                                             | ليو بروليو                                   | إيلزي هاتينغ مادري لو رو                        | سنيها ديفي ريدي بريرنا بامبري جايدا دانييل ياسمين جبافي                        |
| 15 يونيو | غراند باي، موريشيوس ملعب صلب $10،000 قرعة المباريات الفردية والزوجية                                           | ماري بوزكوفا روزالي فان دير هوك 3–6، 5–7                          | إيلزي هاتينغ مادري لو رو                     | إيلزي هاتينغ مادري لو رو                        | سنيها ديفي ريدي بريرنا بامبري جايدا دانييل ياسمين جبافي                        |
| 15 يونيو | مانزانييو، المكسيك ملعب صلب $10،000 قرعة المباريات الفردية والزوجية                                            | دانييلا سيغيل 6–3، 4–6، 4–6                                       | نازري أوربينا                                | فرناندا بريتو ريناتا زاراسوا                    | ماريا خوسيه بورتيو راميريز ستيفي كاروثرز كارولينا بيتانكورت ماريايريني غوتيريز |
| 15 يونيو | مانزانييو، المكسيك ملعب صلب $10،000 قرعة المباريات الفردية والزوجية                                            | زوي جوين سكالانديس ريناتا زاراسوا 1–6، 2–6                        | باربرا جاتيكا ستيفاني بتيت                   | فرناندا بريتو ريناتا زاراسوا                    | ماريا خوسيه بورتيو راميريز ستيفي كاروثرز كارولينا بيتانكورت ماريايريني غوتيريز |
| 15 يونيو | ألكمار، هولندا ملعب ترابي $10،000 قرعة المباريات الفردية والزوجية                                              | إلين بوكنس 3–6، 6–4، 6–3                                          | ديانا شوموفا                                 | ميلاني كلافنير سابرينا سانتاماريا               | كاثرين تشانتراين مارتا بايجينا نيكي لوتخفويس ناتاليا سيدليزكا                  |
| 15 يونيو | ألكمار، هولندا ملعب ترابي $10،000 قرعة المباريات الفردية والزوجية                                              | سالي بيرز ساندرا زانيوسكا 6–3، 6–4                                | آنا كلازن شارلوت كلازن                       | ميلاني كلافنير سابرينا سانتاماريا               | كاثرين تشانتراين مارتا بايجينا نيكي لوتخفويس ناتاليا سيدليزكا                  |
| 15 يونيو | نيش، صربيا ملعب ترابي $10،000 قرعة المباريات الفردية والزوجية                                                  | ميلانا شبريمو 6–2، 6–4                                            | شانتال شكاملوفا                              | فيكتوريا توموفا ديانا رادانوفيتش                | تشيلا أرجيلان ناتاليا شيبك بيتيا أرشينكوفا فالنتيني جراماتيكوبولو              |
| 15 يونيو | نيش، صربيا ملعب ترابي $10،000 قرعة المباريات الفردية والزوجية                                                  | أيلين كريسبو ازكونزال آنا فيكتوريا جوببي مونلاو 6–1، 6–2          | مارينا كولب نادييا كولب                      | فيكتوريا توموفا ديانا رادانوفيتش                | تشيلا أرجيلان ناتاليا شيبك بيتيا أرشينكوفا فالنتيني جراماتيكوبولو              |
| 15 يونيو | تارسوس، تركيا ملعب ترابي $10،000 قرعة المباريات الفردية والزوجية                                               | لينا جورشيسكا 6–2، 6–4                                            | لينكا وينروفا                                | نورا نيدمرس كارولين روميو                       | ميرابيل نجوو جوليا ستاماتوفا جوليا فاشاتشيك مارغو ييروليموس                    |
| 15 يونيو | تارسوس، تركيا ملعب ترابي $10،000 قرعة المباريات الفردية والزوجية                                               | لينا جورشيسكا ميليس سيزر 6–3، 6–1                                 | نورا نيدمرس ألينا ويسل                       | نورا نيدمرس كارولين روميو                       | ميرابيل نجوو جوليا ستاماتوفا جوليا فاشاتشيك مارغو ييروليموس                    |
| 22 يونيو | بيريغو، فرنسا ملعب ترابي 25٬000 دولار قرعة المباريات الفردية والزوجية                                          | ماتيلد يوهانسون 6–4، 6–2                                          | كلوي باكيوت                                  | مونتسيرات غونزاليس فيونا فيرو                   | فلورنسيا مولينيرو باولا أورمايتشيا ناتاليا فيكليانتسيفا اليكسان ليشيميا        |
| 22 يونيو | بيريغو، فرنسا ملعب ترابي 25٬000 دولار قرعة المباريات الفردية والزوجية                                          | غابرييلا سي فلورنسيا مولينيرو 6–3، 6–2                            | Victoria Rodríguez مارسيلا زكرياس            | مونتسيرات غونزاليس فيونا فيرو                   | فلورنسيا مولينيرو باولا أورمايتشيا ناتاليا فيكليانتسيفا اليكسان ليشيميا        |
| 22 يونيو | موسكو، روسيا ملعب ترابي 25٬000 دولار قرعة المباريات الفردية والزوجية                                           | إيرينا خروماتشيفا 6–2، 6–2                                        | فالنتينا إيفاخنينكو                          | دنيز خزانيك أولغا فريدمان                       | أناستازيا بيفوفاروفا أولغا بوتشكوفا إيما ميكولشيتش ديا هردجلاش                 |
| 22 يونيو | موسكو، روسيا ملعب ترابي 25٬000 دولار قرعة المباريات الفردية والزوجية                                           | إيرينا خروماتشيفا بولينا ليكينا 7–5، 7–5                          | ألونا فومينا أناستاسيا فاسيليفا              | دنيز خزانيك أولغا فريدمان                       | أناستازيا بيفوفاروفا أولغا بوتشكوفا إيما ميكولشيتش ديا هردجلاش                 |
| 22 يونيو | هلسينغبورغ، السويد ملعب ترابي 25٬000 دولار قرعة المباريات الفردية والزوجية                                     | صوفيا أرفيدسون 6–7(4–7)، 6–1، 6–2                                 | مالين أولوفيليدت                             | برناردا بيرا ماري بينوا                         | ليزا ماريا موزر آنا فرلجيتش بيمرا أوزجن ريبيكا بيترسون                         |
| 22 يونيو | هلسينغبورغ، السويد ملعب ترابي 25٬000 دولار قرعة المباريات الفردية والزوجية                                     | بيمرا أوزجن برناردا بيرا 6–2، 6–0                                 | إيكاترين جورجودزي كورنيليا ليستر             | برناردا بيرا ماري بينوا                         | ليزا ماريا موزر آنا فرلجيتش بيمرا أوزجن ريبيكا بيترسون                         |
| 22 يونيو | لينزيرهايدي، سويسرا ملعب ترابي $25،000 قرعة المباريات الفردية والزوجية                                         | تيريزا مارتينكوفا 6–3، 6–4                                        | ناستجا كولار                                 | جوليا جاتو مونتيكوني أمرا ساديكوفيتش            | تادجا ماجريتش أنطونيا لوتنير دوروتيجا إريتش زينيا كنول                         |
| 22 يونيو | لينزيرهايدي، سويسرا ملعب ترابي $25،000 قرعة المباريات الفردية والزوجية                                         | إيفون كافالي رييميرس كارين كينيل انسحاب                           | زينيا كنول أنطونيا لوتنير                    | جوليا جاتو مونتيكوني أمرا ساديكوفيتش            | تادجا ماجريتش أنطونيا لوتنير دوروتيجا إريتش زينيا كنول                         |
| 22 يونيو | باتون روج، الولايات المتحدة ملعب صلب $25،000 قرعة المباريات الفردية والزوجية                                   | دانييل لاو 7–5، 6–3                                               | بروك أوستين                                  | أوسوي مايتان أركونادا سامانثا كراوفورد          | جوليا جونز هسو تشيه يو كارول تشاو جوانا فالي كوستا                             |
| 22 يونيو | باتون روج، الولايات المتحدة ملعب صلب $25،000 قرعة المباريات الفردية والزوجية                                   | سامانثا كراوفورد إميلي هارمان 7–6(7–4)، 6–1                       | ستورم ساندرز شانيل سيموندز                   | أوسوي مايتان أركونادا سامانثا كراوفورد          | جوليا جونز هسو تشيه يو كارول تشاو جوانا فالي كوستا                             |
| 22 يونيو | بريدا، هولندا ملعب ترابي $15،000 قرعة المباريات الفردية والزوجية                                               | جيسيكا ماليشكوفا 6–3، 5–7، 7–5                                    | ساندرا زانيوسكا                              | أناستازيا جريمالسكا بيا كونينغ                  | أليونا سوتنيكوفا باربارا هاس كوني بيرين كلوتيلد دي برناردي                     |
| 22 يونيو | بريدا، هولندا ملعب ترابي $15،000 قرعة المباريات الفردية والزوجية                                               | سفيتلانا بيرازينكا أليونا سوتنيكوفا 6–3، 6–1                      | باربارا هاس بيا كونينغ                       | أناستازيا جريمالسكا بيا كونينغ                  | أليونا سوتنيكوفا باربارا هاس كوني بيرين كلوتيلد دي برناردي                     |
| 22 يونيو | آنينغ، الصين ملعب ترابي $10،000 قرعة المباريات الفردية والزوجية                                                | غاو شينيو 6–4، 1–6، 6–4                                           | غاي آو                                       | كانغ جياكي لو جياشي                             | يو إكسياودي تشاو دي ليو سيكي قوه شانشان                                        |
| 22 يونيو | آنينغ، الصين ملعب ترابي $10،000 قرعة المباريات الفردية والزوجية                                                | تشن جياهوي شين يوان 6–0، 6–4                                      | جاي آو شينغ يوكي                             | كانغ جياكي لو جياشي                             | يو إكسياودي تشاو دي ليو سيكي قوه شانشان                                        |
| 22 يونيو | شرم الشيخ، مصر ملعب صلب $10،000 قرعة المباريات الفردية والزوجية                                                | نوريا باريزاس دياز 6–1، 6–3                                       | ساندرا سمير                                  | يانا سيزيكوفا إيتتي ماهيتا                      | جاسمين لادورنر إيفا واكانو تاماشان مونكونثود لويزا ماري هوبر                   |
| 22 يونيو | شرم الشيخ، مصر ملعب صلب $10،000 قرعة المباريات الفردية والزوجية                                                | برارتانا ثومبار إيفا واكانو 6–4، 7–6(7–5)                         | علا أبو ذكري إليني كوردولايمي                | يانا سيزيكوفا إيتتي ماهيتا                      | جاسمين لادورنر إيفا واكانو تاماشان مونكونثود لويزا ماري هوبر                   |
| 22 يونيو | تلافي، جورجيا ملعب ترابي $10،000 قرعة المباريات الفردية والزوجية                                               | تمارا زيدانسيك 6–4، 6–1                                           | صادفموه توليبوفا                             | ماريام بولكفادز مارتينا سبيجاريللي              | سيرا شيميزو أدليا زبيروفا بيا شوك ريبيكا ستولمار                               |
| 22 يونيو | تلافي، جورجيا ملعب ترابي $10،000 قرعة المباريات الفردية والزوجية                                               | ريبيكا ستولمار سزابينا سزلافيكوفيكس 6–2، 6–2                      | فيدريكا أرتشيدياكنو مارتينا سبيجاريللي       | ماريام بولكفادز مارتينا سبيجاريللي              | سيرا شيميزو أدليا زبيروفا بيا شوك ريبيكا ستولمار                               |
| 22 يونيو | روما، إيطاليا ملعب ترابي $10،000 قرعة المباريات الفردية والزوجية                                               | ليزا سابينو 1–6، 6–3، 6–3                                         | آنا ريموندينا                                | مارتينا دي جوزيبي بيانكا توراتي                 | كارولينا موتشوفا فرانتشيسكا بلمجيانو كارولينا بيلوت لوكريتسيا ستيفانيني        |
| 22 يونيو | روما، إيطاليا ملعب ترابي $10،000 قرعة المباريات الفردية والزوجية                                               | مارتينا دي جوزيبي آنا ريموندينا 4–6، 6–2، [10–3]                  | جوليا كاربونارو فيدريكا سبازاكامبانا         | مارتينا دي جوزيبي بيانكا توراتي                 | كارولينا موتشوفا فرانتشيسكا بلمجيانو كارولينا بيلوت لوكريتسيا ستيفانيني        |
| 22 يونيو | غراند باي، موريشيوس ملعب صلب $10،000 قرعة المباريات الفردية والزوجية                                           | ماري بوزكوفا 7–5، 6–2                                             | جايدا دانييل                                 | لو بروليو كيرا شروف                             | إيلزي هاتينغ سنيهاذيفي ريدي جاسمين جيبافي بولين باييه                          |
| 22 يونيو | غراند باي، موريشيوس ملعب صلب $10،000 قرعة المباريات الفردية والزوجية                                           | إيلزي هاتينغ مادري لو رو 6–2، 6–4                                 | سنيهاذيفي ريدي دروثي تاتشار فينوغوبال        | لو بروليو كيرا شروف                             | إيلزي هاتينغ سنيهاذيفي ريدي جاسمين جيبافي بولين باييه                          |
| 22 يونيو | مانزانيلو، المكسيك ملعب صلب $10،000 قرعة المباريات الفردية والزوجية                                            | جوليانا أولموس 5–7، 6–2، 7–5                                      | نازاري أوربينا                               | زوي غوين سكانداليس كونستانزا غورشيس             | دانييلا سيغيل ألينا سيليتش كارولينا بيتانكورت أنستاسيا إفجينييفنا نيفيدوفا     |
| 22 يونيو | مانزانيلو، المكسيك ملعب صلب $10،000 قرعة المباريات الفردية والزوجية                                            | كاميلا فوينتيس زوي غوين سكانداليس 6–3، 5–7، [12–10]               | كارولينا بيتانكورت دانييلا سيغيل             | زوي غوين سكانداليس كونستانزا غورشيس             | دانييلا سيغيل ألينا سيليتش كارولينا بيتانكورت أنستاسيا إفجينييفنا نيفيدوفا     |
| 22 يونيو | كنتنهيدة، البرتغال Carpet $10،000 قرعة المباريات الفردية والزوجية                                              | كريستيانا فيراندو 6–4، 7–6(8–6)                                   | كيلي فيرستيج                                 | ماريا جواو كوهلر إستيل غيسار                    | جوليا ستاماتوفا أينوا أتوكا غوميز ماريا غوتيريز كاراسكو أولغا باريس أثكويتا    |
| 22 يونيو | كنتنهيدة، البرتغال Carpet $10،000 قرعة المباريات الفردية والزوجية                                              | كيلي فيرستيج إيريكا فوغلزانغ 7–5، 6–2                             | ماريا مارتينيز مارتينيز أولغا باريس أثكويتا  | ماريا جواو كوهلر إستيل غيسار                    | جوليا ستاماتوفا أينوا أتوكا غوميز ماريا غوتيريز كاراسكو أولغا باريس أثكويتا    |
| 22 يونيو | بروكوبلي، صربيا ملعب ترابي $10،000 قرعة المباريات الفردية والزوجية                                             | ألكساندرا نانكاراو 6–1، 7–5                                       | ميلانا شريمو                                 | شانتال شكاملوفا ديانا رادانوفيتش                | لينا جيورشيسكا تيريزا ماليكوفا مارينا كاتشار ناتاليا شيبيك                     |
| 22 يونيو | بروكوبلي، صربيا ملعب ترابي $10،000 قرعة المباريات الفردية والزوجية                                             | لينا جيورشيسكا ألكساندرا نانكاراو 6–2، 6–2                        | دومينيكا باتيروفا فيندولا جوفينكوفا          | شانتال شكاملوفا ديانا رادانوفيتش                | لينا جيورشيسكا تيريزا ماليكوفا مارينا كاتشار ناتاليا شيبيك                     |
| 22 يونيو | غوانغجو، كوريا الجنوبية ملعب صلب $10،000 قرعة المباريات الفردية والزوجية                                       | لي سو را 6–1، 6–2                                                 | هونج سيونغ يون                               | تشوي جي هي كيم نا ري                            | لي جي هي لي جين جو كيم جو يون سول يو نا                                        |
| 22 يونيو | غوانغجو، كوريا الجنوبية ملعب صلب $10،000 قرعة المباريات الفردية والزوجية                                       | تشوي جي هي كيم نا ري 6–1، 1–6، [10–5]                             | هونج سيونغ يون كيم جو يون                    | تشوي جي هي كيم نا ري                            | لي جي هي لي جين جو كيم جو يون سول يو نا                                        |
| 22 يونيو | كاوهسيونغ، تايوان ملعب صلب $10،000 قرعة المباريات الفردية والزوجية                                             | لي ياه-هسوان 6–4، 2–6، 6–3                                        | شو تشينغ ون                                  | لي بي-تشي ناتسومي تشيمورا                       | فان تشيانغ سينغ- لي ليانغ إن-شوو ميشيكا أوزيكي هاروكا كاجي                     |
| 22 يونيو | كاوهسيونغ، تايوان ملعب صلب $10،000 قرعة المباريات الفردية والزوجية                                             | لي بي-تشي هيرونو واتانابي 6–3، 7–5                                | لي ياه-هسوان باي يا-يون                      | لي بي-تشي ناتسومي تشيمورا                       | فان تشيانغ سينغ- لي ليانغ إن-شوو ميشيكا أوزيكي هاروكا كاجي                     |
| 22 يونيو | بالي قصر، تركيا ملعب ترابي $10،000 قرعة المباريات الفردية والزوجية                                             | باشاك إرايدن 6–3، 5–7، 6–3                                        | ميليس سيزر                                   | نورا نيدميرز أيلا أكسو                          | أنيت مونوزوفا كريستينا آدميسكو ميرابيل نوزي ليزا-ماري ماتشكي                   |
| 22 يونيو | بالي قصر، تركيا ملعب ترابي $10،000 قرعة المباريات الفردية والزوجية                                             | أايلا أكسو ميليس سيزر 6–3، 6–2                                    | كريستينا آدميسكو جيمري أنيل                  | نورا نيدميرز أيلا أكسو                          | أنيت مونوزوفا كريستينا آدميسكو ميرابيل نوزي ليزا-ماري ماتشكي                   |
| 29 يونيو | دينين، فرنسا ملعب ترابي $25،000 قرعة المباريات الفردية والزوجية                                                | باولا بادوسا جيبرت 7–5، 6–0                                       | إيرينا رامياليسون                            | مارسيلا زكرياس اليسي ميرتنز                     | Cindy Burger أليز ليم ايبك سويلو فلورنسيا مولينيرو                             |
| 29 يونيو | دينين، فرنسا ملعب ترابي $25،000 قرعة المباريات الفردية والزوجية                                                | اليسي ميرتنز ايبك سويلو 7–6(3–7)، 6–3                             | زينيا كنول فلورنسيا مولينيرو                 | مارسيلا زكرياس اليسي ميرتنز                     | Cindy Burger أليز ليم ايبك سويلو فلورنسيا مولينيرو                             |
| 29 يونيو | شتوتغارت، ألمانيا ملعب ترابي $25،000 قرعة المباريات الفردية والزوجية                                           | ريسا أوزاكي 6–4، 7–5                                              | رومينا أوبراندي                              | ريكا-لوكا ياني أنطونيا لوتنير                   | مارينا ميلنيكوفا أكجول أمانمورادوف لورا بوس تيو إيرينا شيمانوفيتش              |
| 29 يونيو | شتوتغارت، ألمانيا ملعب ترابي $25،000 قرعة المباريات الفردية والزوجية                                           | ماريا مارفوتينا إيرينا شيمانوفيتش 6–2، 4–6، [8–10]                | لينكا كونشيكوفا كارولينا ستوشلا              | ريكا-لوكا ياني أنطونيا لوتنير                   | مارينا ميلنيكوفا أكجول أمانمورادوف لورا بوس تيو إيرينا شيمانوفيتش              |
| 29 يونيو | تورون، بولندا ملعب ترابي $25،000 قرعة المباريات الفردية والزوجية نسخة محفوظة 2016-03-24 على موقع واي باك مشين. | كريستينا كوكوفا 4–6، 1–6، 4–6                                     | جوليا جاتو مونتيكوني                         | تيريزا ماليكوفا ديا إفتيموفا                    | إيكاترين جورجودزي تيريزا مارتينكوفا صوفيا شاباتافا ميلاني كلافنير              |
| 29 يونيو | تورون، بولندا ملعب ترابي $25،000 قرعة المباريات الفردية والزوجية نسخة محفوظة 2016-03-24 على موقع واي باك مشين. | إيكاترين جورجودزي صوفيا شاباتافا 6–4، 6–4                         | ماجدالينا فريتش كاتارينا لينيرت              | تيريزا ماليكوفا ديا إفتيموفا                    | إيكاترين جورجودزي تيريزا مارتينكوفا صوفيا شاباتافا ميلاني كلافنير              |
| 29 يونيو | الباسو، الولايات المتحدة ملعب صلب $25،000 قرعة المباريات الفردية والزوجية                                      | جيمي لوب 6–7(7–9)، 6–4، 6–2                                       | جينيفر برادي                                 | مايو هيبي روبن أندرسون                          | كارول تشاو ساناز ماراند ميغان ماناسي ستورم ساندرز                              |
| 29 يونيو | الباسو، الولايات المتحدة ملعب صلب $25،000 قرعة المباريات الفردية والزوجية                                      | جينيفر برادي أليكسا غوا راشي 3–6، 6–3، [10–7]                     | روبن أندرسون ميغان ماناسي                    | مايو هيبي روبن أندرسون                          | كارول تشاو ساناز ماراند ميغان ماناسي ستورم ساندرز                              |
| 29 يونيو | زيلند (مقاطعة هولندية)، هولندا ملعب ترابي $15،000 قرعة المباريات الفردية والزوجية                              | كويرين ليموين 6–1، 6–2                                            | أرانتشا روس                                  | برناردا بيرا أليونا سوتنيكوفا                   | ليسلي كيرخوفي سابرينا سانتاماريا آنا صوفيا سانشيز يسيكا ماليتشكوفا             |
| 29 يونيو | زيلند (مقاطعة هولندية)، هولندا ملعب ترابي $15،000 قرعة المباريات الفردية والزوجية                              | ليسلي كيرخوفي كويرين ليموين 6–2، 3–6، [10–3]                      | كوني بيرين أليونا سوتنيكوفا                  | برناردا بيرا أليونا سوتنيكوفا                   | ليسلي كيرخوفي سابرينا سانتاماريا آنا صوفيا سانشيز يسيكا ماليتشكوفا             |
| 29 يونيو | بروكسل، بلجيكا ملعب ترابي $10،000 قرعة المباريات الفردية والزوجية                                              | إلين بويكينز 6–4، 6–0                                             | أليس ماتيوكسي                                | دانا كريمر صوفي أوين                            | أليس بالدوتشي بريت جيكثينز هيلين شولسن تيس سوجنو                               |
| 29 يونيو | بروكسل، بلجيكا ملعب ترابي $10،000 قرعة المباريات الفردية والزوجية                                              | ماندي فاجميكر يانيكي فيكرينك 6–1، 6–1                             | ستيفي ديستلمانس هيلين شولسن                  | دانا كريمر صوفي أوين                            | أليس بالدوتشي بريت جيكثينز هيلين شولسن تيس سوجنو                               |
| 29 يونيو | شرم الشيخ، مصر ملعب صلب $10،000 قرعة المباريات الفردية والزوجية                                                | أنجلينا زورافليفا 4–6، 7–6(7–3)، 7–6(7–5)                         | يانا سيزيكوفا                                | بولينا ماليخ أسترا شارما                        | تاماشان مومكونثود فيرونيكا ستوتيكا كارن غوتورمسن أميلي إنترت                   |
| 29 يونيو | شرم الشيخ، مصر ملعب صلب $10،000 قرعة المباريات الفردية والزوجية                                                | لويزا ماري هوبر أميلي إنترت 6–2، 2–6، [10–7]                      | علا أبو ذكري إليني كورديليمي                 | بولينا ماليخ أسترا شارما                        | تاماشان مومكونثود فيرونيكا ستوتيكا كارن غوتورمسن أميلي إنترت                   |
| 29 يونيو | لا بوسيسيون، لا ريونيون، فرنسا ملعب صلب $10،000 قرعة المباريات الفردية والزوجية                                | ماري بوزكوفا 6–2، 6–3                                             | إيلزي هاتينغ                                 | ساندرا أندرياماروسوا بولين باييت                | فيونا كودينو ياسمين جبوي كيرا شروف جوفانا كنيزيفيتش                            |
| 29 يونيو | لا بوسيسيون، لا ريونيون، فرنسا ملعب صلب $10،000 قرعة المباريات الفردية والزوجية                                | إيلزي هاتينغ بولين باييت 6–4، 6–3                                 | كايتلين هيرب تانيشا روهيرا                   | ساندرا أندرياماروسوا بولين باييت                | فيونا كودينو ياسمين جبوي كيرا شروف جوفانا كنيزيفيتش                            |
| 29 يونيو | تلافي، جورجيا ملعب ترابي $10،000 قرعة المباريات الفردية والزوجية                                               | تمارا زيدانسيك 6–3، 6–3                                           | سزابينا سزلافيكوفيكس                         | أمينة أنشبا تيناتين كافلاشفيلي                  | ريبيكا ستولمار أنتونينا ليساكوفا أمينات كوشخوفا سدافموه توليبوفا               |
| 29 يونيو | تلافي، جورجيا ملعب ترابي $10،000 قرعة المباريات الفردية والزوجية                                               | كسينيا شريفوفا ليوبوف فاسيليفا 6–2، 3–6، [10–7]                   | أوكسانا ليوبتسوفا كاتيرينا سليوسار           | أمينة أنشبا تيناتين كافلاشفيلي                  | ريبيكا ستولمار أنتونينا ليساكوفا أمينات كوشخوفا سدافموه توليبوفا               |
| 29 يونيو | أمارانتي، البرتغال ملعب صلب $10،000 قرعة المباريات الفردية والزوجية                                            | جوليا واشاتشيك 7–5، 6–4                                           | كريستيانا فيراندو                            | تشارلوت رومر أينوا أتوخا غوميز                  | جوانا فالي كوستا جوليا ستاماتوفا ماريا مارتينيز مارتينيز كليمونس فايل          |
| 29 يونيو | أمارانتي، البرتغال ملعب صلب $10،000 قرعة المباريات الفردية والزوجية                                            | أولغا باريس أزكويتا جوليا ستاماتوفا 6–4، 6–3                      | ماريا مارتينيز مارتينيز تشارلوت رومر         | تشارلوت رومر أينوا أتوخا غوميز                  | جوانا فالي كوستا جوليا ستاماتوفا ماريا مارتينيز مارتينيز كليمونس فايل          |
| 29 يونيو | بروكوبي؛، صربيا ملعب ترابي $10،000 قرعة المباريات الفردية والزوجية                                             | ألكسندرا نانكاروا 6–1، 3–6، 6–1                                   | ليلا بارزو                                   | أوانا جورجيتا سيميون سيمونا إيونيسكو            | ناتاليجا شيبيك نينا أليباليتش إستريلا كابيزا كانديلا بولونا ريبرشاك            |
| 29 يونيو | بروكوبي؛، صربيا ملعب ترابي $10،000 قرعة المباريات الفردية والزوجية                                             | إستريلا كابيزا كانديلا ألكسندرا نانكاروا 2–6، 6–4، [10–6]         | مارينا كولب نادييا كولب                      | أوانا جورجيتا سيميون سيمونا إيونيسكو            | ناتاليجا شيبيك نينا أليباليتش إستريلا كابيزا كانديلا بولونا ريبرشاك            |
| 29 يونيو | سقارية، تركيا ملعب صلب $10،000 قرعة المباريات الفردية والزوجية                                                 | باشاك إرايدن 6–3، 6–1                                             | فاليريا بروسبيري                             | مارجريتا لازاريفا تمارا تشروفيتش                | أنيت مونوزوفا إيكاترينا ياشينا ميرابيل نجوذي كريستينا أداميسكو                 |
| 29 يونيو | سقارية، تركيا ملعب صلب $10،000 قرعة المباريات الفردية والزوجية                                                 | تمارا تشروفيتش إيكاترينا ياشينا 4–6، 6–1، [10–6]                  | باشاك إرايدن مارجريتا لازاريفا               | مارجريتا لازاريفا تمارا تشروفيتش                | أنيت مونوزوفا إيكاترينا ياشينا ميرابيل نجوذي كريستينا أداميسكو                 |

## الروابط الخارجية
- "10،600 لاعبة، 1135 حدثًا: جولة الاتحاد الدولي لكرة المضرب العالمية للسيدات لعام 2023 بالأرقام". الاتحاد الدولي لكرة المضرب. اطلع عليه بتاريخ 2024-01-02.
- "أجندة جولة الاتحاد الدولي لكرة المضرب العالمية للسيدات". الاتحاد الدولي لكرة المضرب. اطلع عليه بتاريخ 2024-01-02.
- الاتحاد الدولي لكرة المضرب